# Михайлівський Золотоверхий монастир
Свято-Михайлівський Золотоверхий монастир — чинний православний монастир на честь Архангела Михаїла в Києві, головним храмом якого є катедральний собор Православної церкви України — Свято-Михайлівський Золотоверхий собор.
Оригінальний храм спорудили в 1108–1113 роках за правління онука Ярослава Мудрого київського князя Святополка Ізяславича. Хрестово-купольний шестистовпний храм з трьома навами та одним позолоченим куполом. На початку XX століття храм — семикупольний. У 1930-х роках був зруйнований більшовиками, відтворений у 1997—1998 роках. Михайлівський Золотоверхий собор збудовано з каміння і цегли-плінфи на вапняно-цем'яковому розчині технікою «мішаної кладки» з використанням голосників у пазухах склепінь. Стіни собору прикрашали мозаїки і фрески. Був одним з найбільших монастирів Стародавнього Києва.
На території монастиря розташовується Київська православна богословська академія, церква святого апостола і євангеліста Іоана Богослова, дзвіниця, а також Музей історії Михайлівського Золотоверхого монастиря, розташований у дзвіниці та корпусі Варваринських келій.
Церква архистратига Михаїла слугувала родовою усипальнею князів Ізяславичів.
За Рейнольдом Гайденштайном, королева Анна Ягеллонка сприяла будівництву храму в Кракові, для якого взірцем був Михайлівський Золотоверхий собор Києва.
З 2021 на території монастиря, продовжуючи давню традицію, розміщено Митрополичий дім — офіційну резиденцію митрополита Київського і всієї України.

## Історія

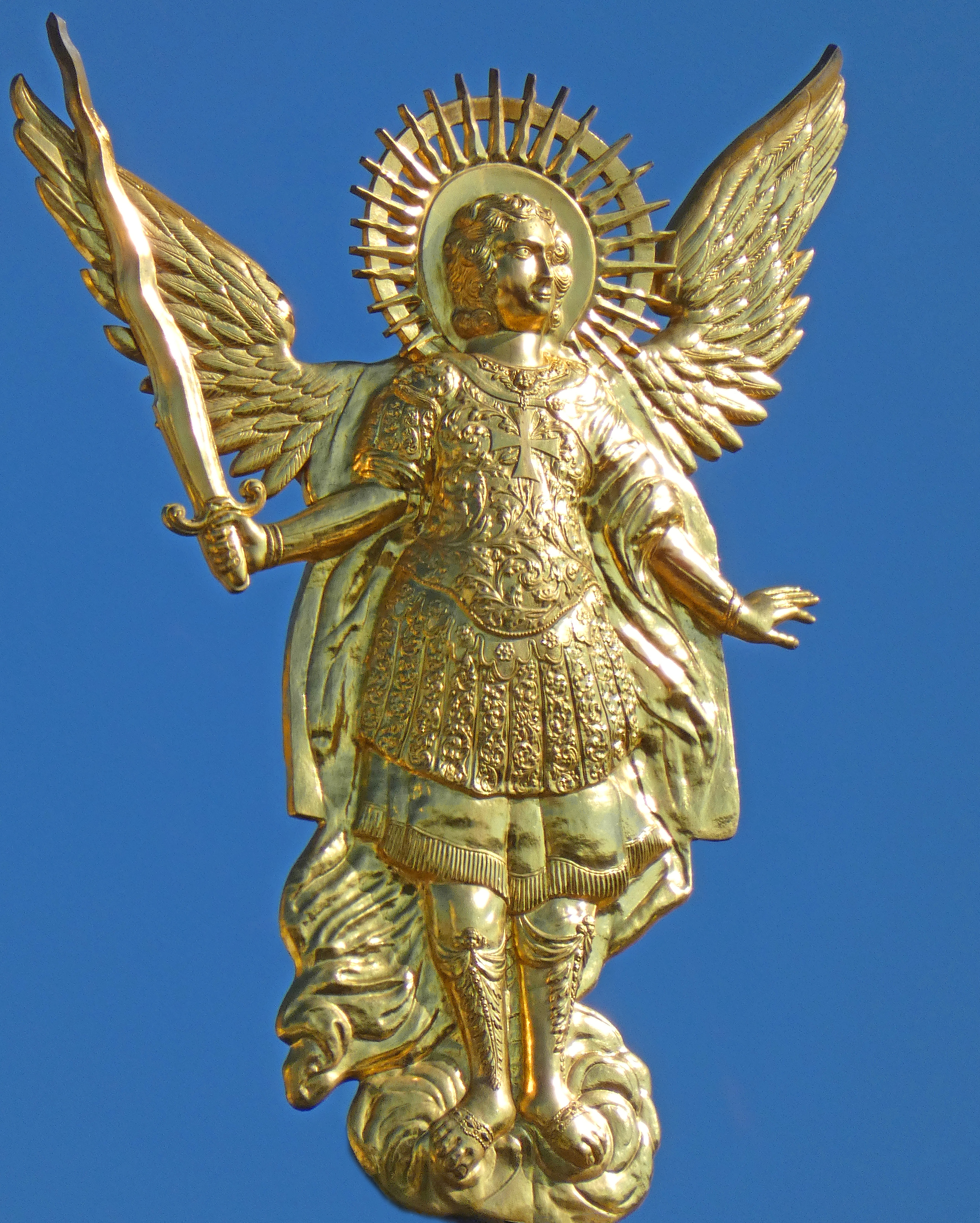
Горельєф архістратига Михаїла на Михайлівському Золотоверхому монастирі, XVIII ст.

Згідно з думкою деяких істориків, київський князь Ізяслав Ярославич, який мав християнське ім'я Димитрій, збудував монастир св. Димитрія та церкву у верхньому Києві поблизу Собору святої Софії в другій половині 1050-х років.

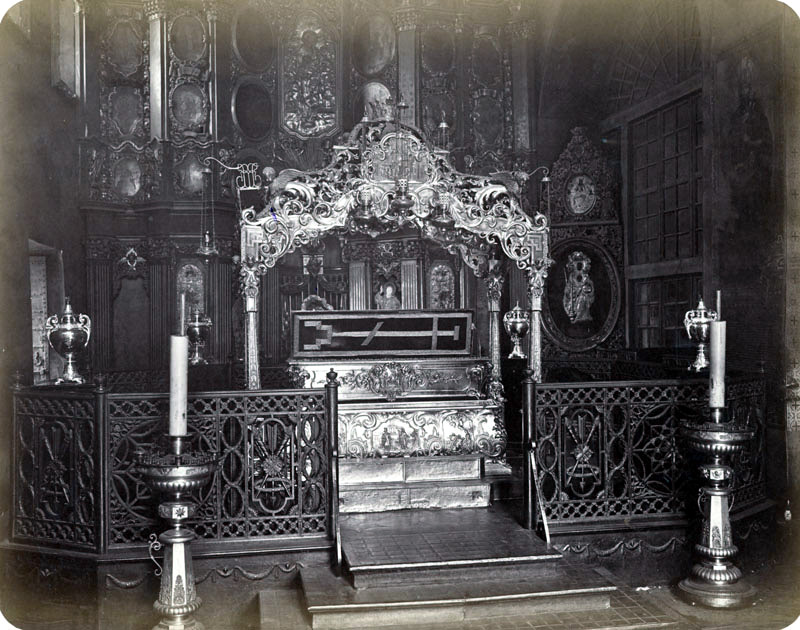
Рака з мощами св. Варвари у Золотоверхому монастирі (1872 р.)

Через півсторіччя його син Святополк II Ізяславич збудував у 1108–1113 роках монастирську церкву (закладена 11 липня 1108, тут і похований її фундатор), присвятивши її своєму патронові архангелу Михаїлу. Можливо, однією з причин, що спонукала князя Святополка збудувати церкву, стала його недавня перемога над половцями, оскільки архангел Михаїл був заступником воїнів. У монастирі зберігалися мощі святої великомучениці Варвари, які у 1108 році до Києва привезла дружина князя Святополка Ізяславича, дочка візантійського імператора Олексія І Комнина Варвара. Монастир був місцем поховання київських князів у XII столітті.
Під час монгольської навали в 1240-х роках монастир зазнав відчутних втрат. Монголи пошкодили собор та зняли його позолочені бані. 1496 року монастир відроджено і перейменовано з монастиря св. Димитрія на монастир св. Михаїла, відповідно до назви церкви, збудованої Святополком. Після численних відбудов та розширень впродовж XVI ст. монастир став одним з найбільших та найбагатших монастирів України.
Греко-католицька церква у 1612 році отримала королівський привілей на монастир. Намісник унійного митрополита Іпатія Потія о. Грекович Антоній у 1618 році спробував поширити свою владу на обитель, що викликало різку реакцію: козаки схопили його та втопили в ополонці навпроти Видубицького монастиря.
За митрополита Йова Борецького монастир став одним з центрів антиуніатської боротьби. У 1620 році він зробив його резиденцією відновленої православної Київської митрополії.
17 грудня 1643 року король Владислав IV затверджує Філофея Кизаревича ігуменом Києво-Золотоверхого Михайлівського монастиря і закріплює за монастирем всі його володіння.
30 жовтня 1671 року у Львові Михайло Вишневецький підтверджує Києво-Михайлівському монастиреві права на володіння маєтками Глеваха, Юр'ївка, Вета, Березівка та ін.
1655 року за сприяння гетьмана Богдана Хмельницького покрито міддю та позолочено верх церкви Архистратига Михаїла Золотоверхого монастиря.
За часів ігумена Іоаникія Сенютовича, у 1713—1715 роках, споруджено муровану трапезну церкву Іоана Богослова та мурований льох. Для будівництва церкви використали цеглу з Симеонівської церкви, яка стояла на Кудрявці та згоріла в 1676 році. У 1827 році церкву Іоана Богослова капітально відремонтували, а 1837 року її інтер'єр оформили розписами.
У 1855–1856 роках збудовано церкву Св. Миколая при настоятельських покоях.
У середині XIX — на початку XX століття формується комплекс келій та корпусів для прочан: келії Михайлівського відділення (1849—1852), готель для прочан (1857—1897), келії півчих (1894), келії Варваринського відділення (1898—1899), 2 будівлі готелів для прочан (1902—1903 та 1907—1908).

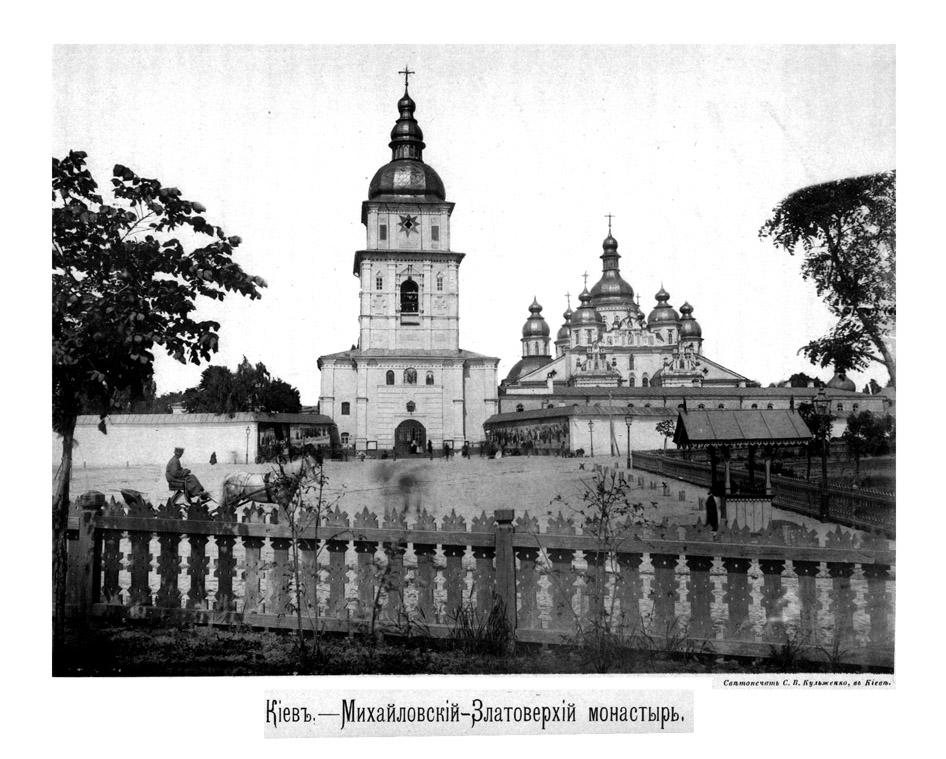
Михайлівський Золотоверхий собор (1888)
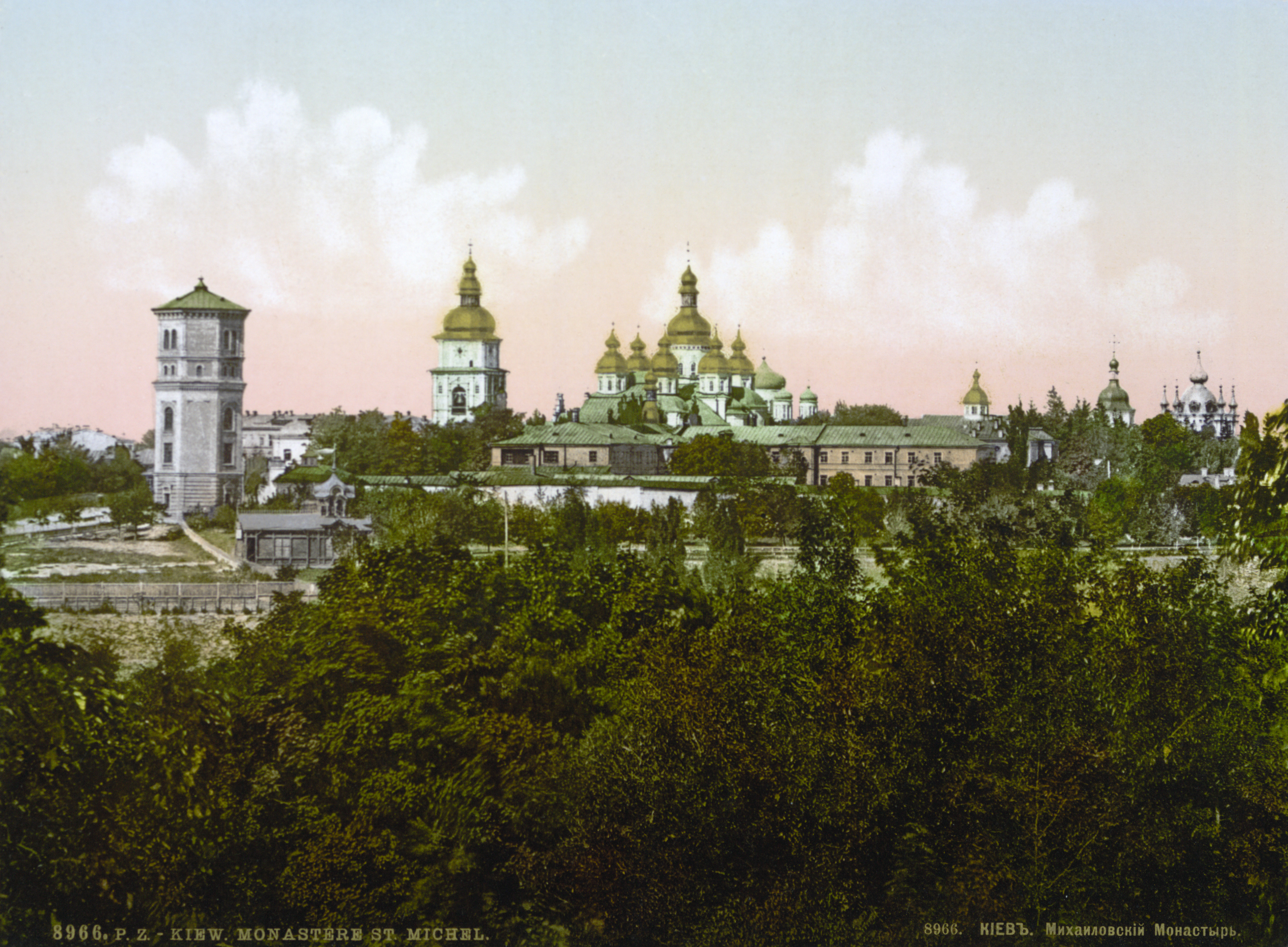
Вигляд монастиря у 1890-1905 роках
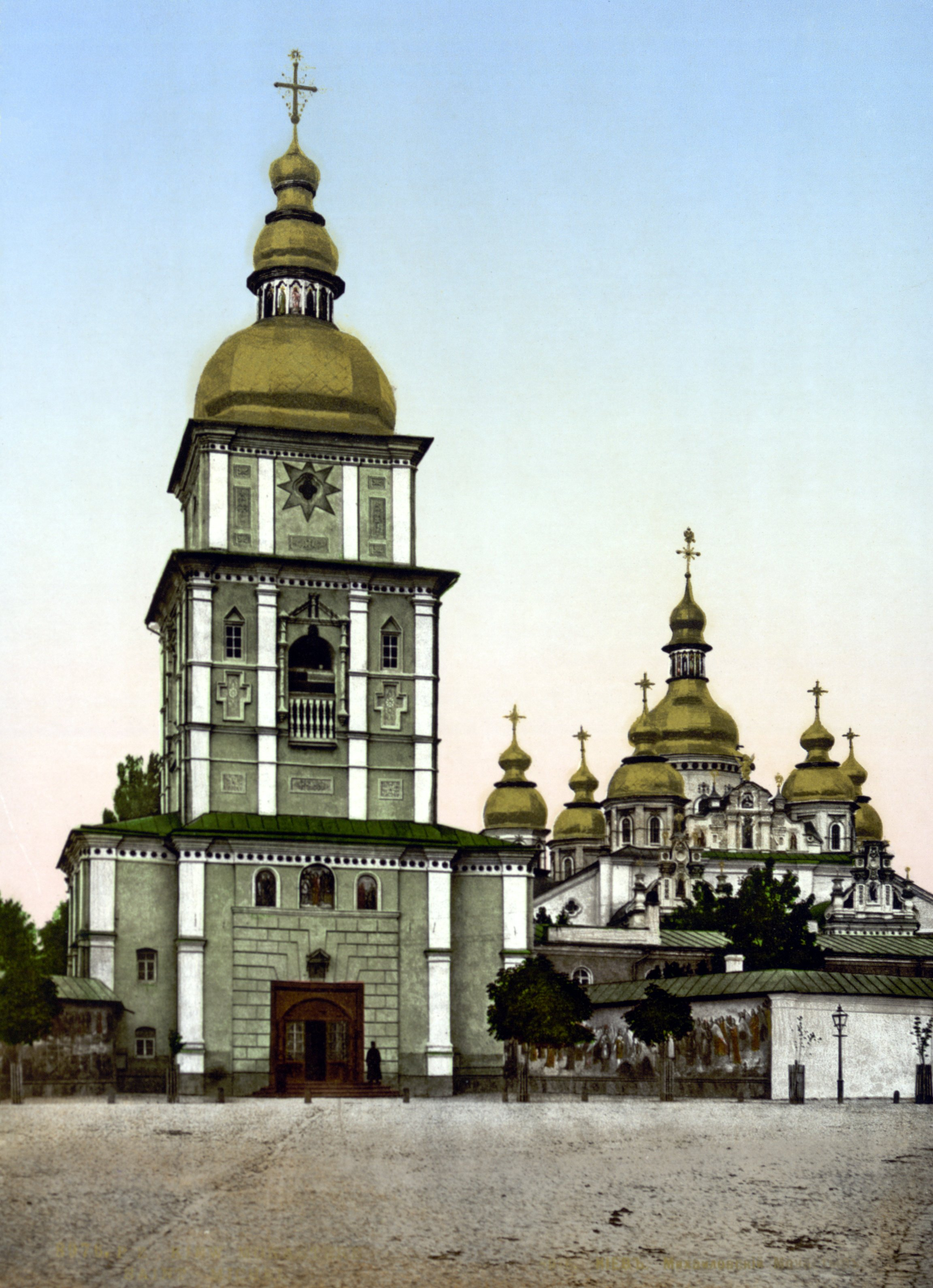
Вигляд монастиря у 1890-1905 роках
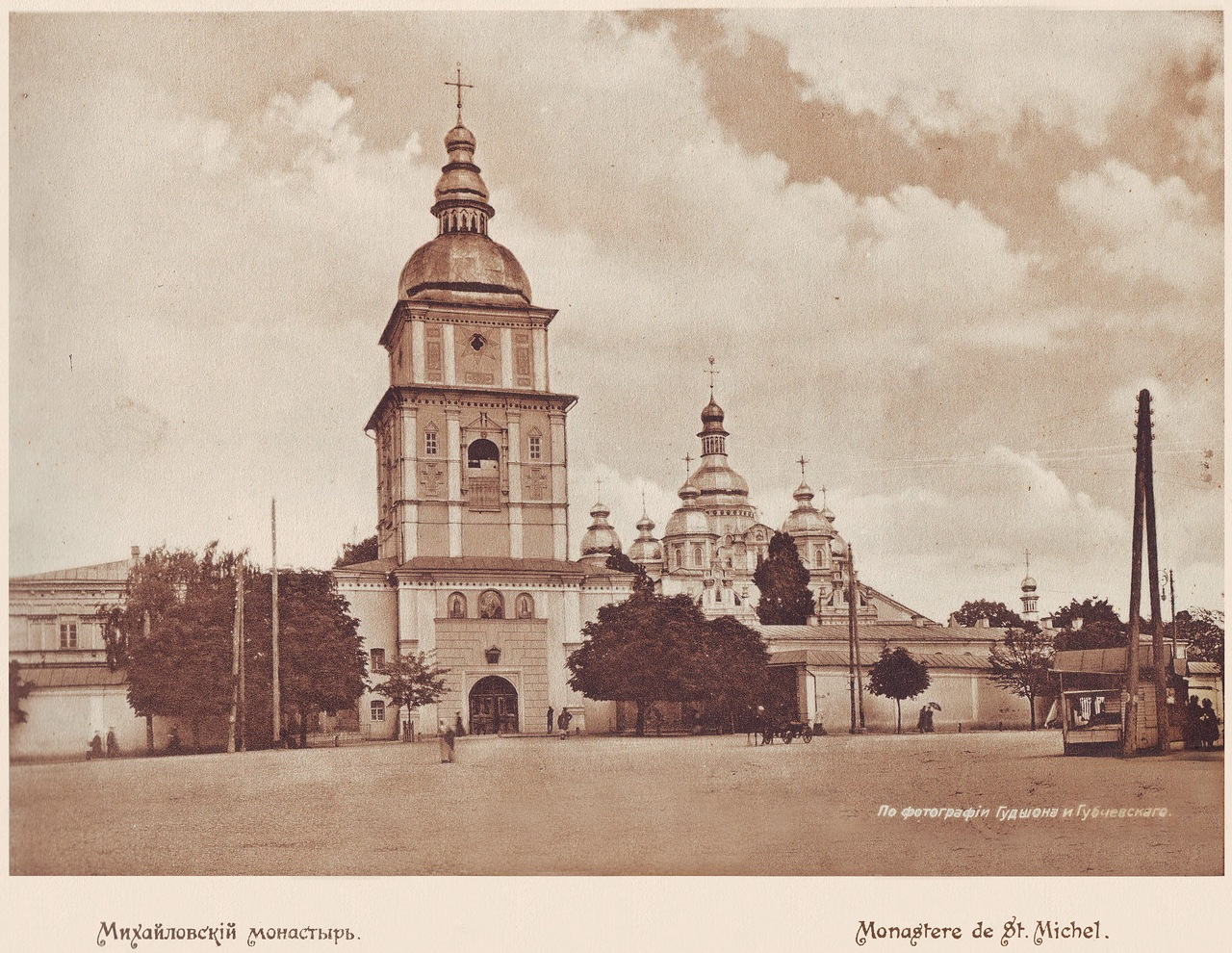
Михайлівський монастир (1911)
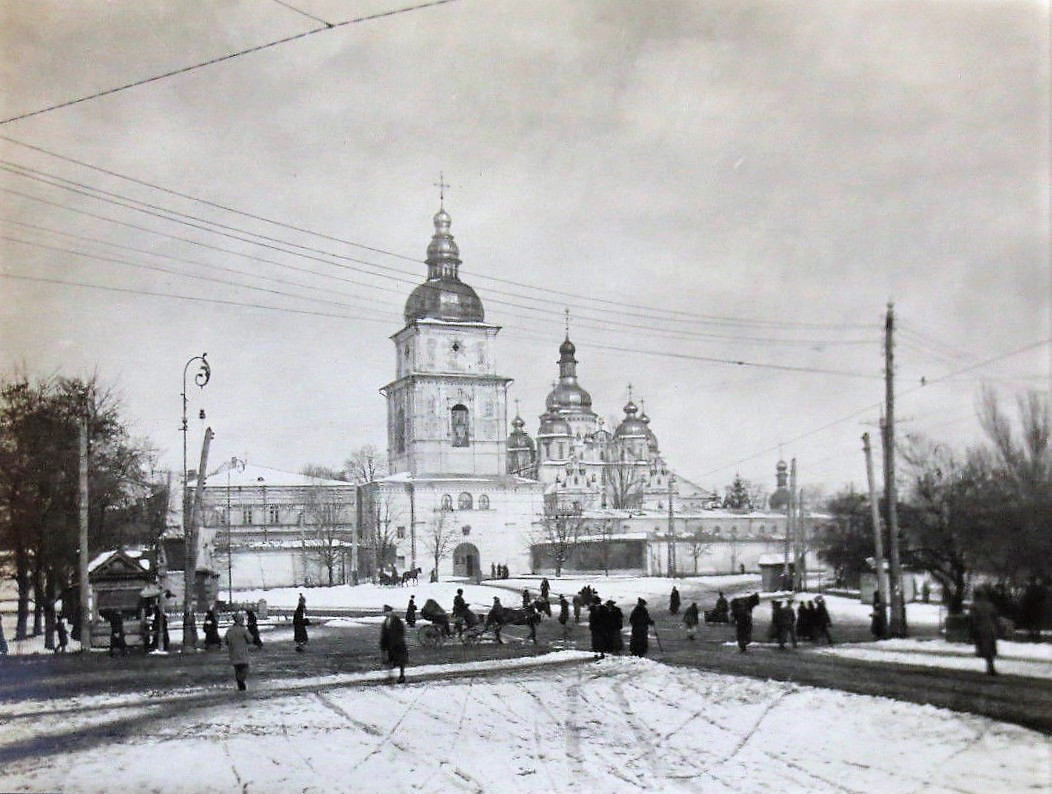
Золотоверхий монастир (1918)

### Зруйнування

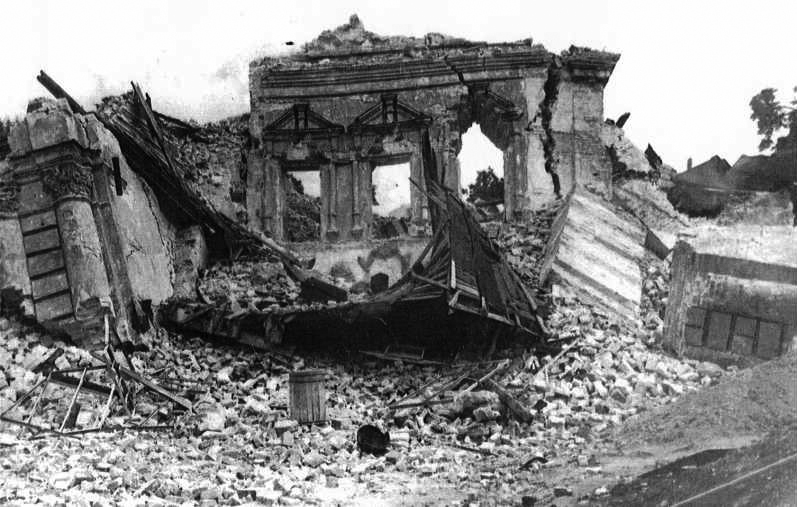
Румовища собору Михайлівського золотоверхого монастиря після підриву 14 серпня 1937 р.

1922 року Михайлівський монастир ліквідовано. В середині 1930-х років, після перенесення столиці УРСР з Харкова до Києва, прийнято рішення про знесення собору та будівництво на його місці адміністративних будівель. Для цього в 1934 році вирішили провести конкурс на проєкт Урядового центру з місцем для парадів. На всіх проєктах поданих на конкурс, окрім одного, з розміщенням центру в районі Софіївської площі, зносився Михайлівський Золотоверхий собор. Єдиним з чотирьох проєктів, у якому собор і пам'ятник Богдану Хмельницькому зберігалися, був проєкт Йосипа Каракіса. У підсумку, в першому турі, затверджено проєкт архітектора Петра Юрченка. Дане рішення, за словами архітектурознавця Б. Ерофалова: «в принципі повторює загальну схему Каракіса, але більш лобове, з ліквідацією Михайлівського собору. І якщо розташування основних обсягів у Каракіса асиметричне — в перспективному завершенні площі і по північному її фланзі, — то Юрченко вибудував обидва функціональні обсяги по краю схилу у вигляді суворо похилих паралелепіпедів, але зберігши Присутні місця». У березні 1934 року вирішили відмовитися від минулого рішення й оголосили новий конкурс, на якому переміг проєкт архітектора Йосипа Лангбарда. Тим часом з досліджень Олега Юнакова з опорою на архівні документи видно, що хоч в проєктах І. Лангбарда і П. Юрченко собор відсутній, але не це є причиною знесення, оскільки рішення про знесення монастиря прийнято постановою Політбюро ЦК КП(б)У вже в лютому 1934 року, а демонтаж мозаїк почали проводити ще в 1933 році.
Спроби ряду мистецтвознавців (зокрема, репресованих Миколи Макаренка, Дмитра Айналова) зберегти собор (хоча б домонгольську його частину) відкинуті владою, яка погодилася тільки на зняття зі стін будівлі давніх мозаїк і фресок.
Правда були й ті, хто відкрито висловлювалися за знесення собору. Наприклад, Олександр Довженко одним з перших у 1932 році заявляв, що «при вирішенні проблеми будівництва парку культури Михайлівський монастир попроситься „піти“, він віджив свій вік. Абсолютно неприпустимо навіть думати, що ці стіни комусь потрібні. Я думаю, коли ми знесемо Михайлівський монастир, то будівництво парку дасть потрібний ефект».
У 1934–1936 Михайлівський Золотоверхий собор, дзвіницю та частину інших споруд монастиря знесли у зв'язку з проєктом створення на цьому місці урядового центру. Останній планували зробити копією головного будинку ЦК КПУ — зараз Будівля міністерства закордонних справ України. Єдиний з українських вчених, хто відмовився підписати акт на знесення Михайлівського Золотоверхого монастиря — Микола Макаренко, якого невдовзі за це було репресовано.
Перед знищенням унікального ансамблю української архітектури, була проведена дослідницька робота. Фрески, мозаїки перевезли до музеїв Москви, Ленінграду (Санкт-Петербургу), Новгорода та інших міст СРСР. Мозаїчну композицію «Євхаристія» перенесли до Софійського собору. Багато смальтового розпису потрапило до Лаврського заповідника. Урядового центру на місці Михайлівського Золотоверхого собору так і не збудували.
В роки Другої світової війни деякі фрески вивезли до Німеччини, звідки вони потрапили до Ермітажу у Ленінграді. В Софійському соборі зберігалися: «Євхаристія», «Стефан і Фаддей» — фрагменти постатей святих; фрески — сцени з «Благовіщення», постать святого Захарії та інші. Мозаїка «Дмитро Солунський» і верхня частина фрескової постаті Самуїла — в Третьяковській галереї і Російському музеї в Санкт-Петербурзі.

### Відновлення
У 1988 році на відзнаку 1000-ліття хрещення Київської Русі біля трапезного Храму варварськи зруйнованого комуністичним режимом Михайлівського Золотоверхого Собору, було встановлено монумент "Пам'ять" ("Жертвам за Віру"), який скульптор Євген Прокопов присвятив знищеному Собору. 
Одним з ініціаторів відбудови Михайлівського Золотоверхого монастиря був Олесь Гончар, меморіальну дошку якому відкрито 17 травня 2011 року на будівлі собору.

Меморіальна дошка на честь Олеся Гончара

На початку 1990-х років Українська православна церква Київського патріархату розпочала збір коштів для відтворення собору. Грошей вистачило лише на початкові дослідження, стало зрозуміло, що без державної підтримки унікальну пам'ятку українського бароко не відбудувати. Українська спільнота надсилала численні звернення до голови держави про виділення фінансування на реставрацію. Нарешті, 9 грудня 1995 року Президент України Леонід Кучма видав указ, який визначав відбудову Михайлівського Золотоверхого монастиря загальнодержавним пріоритетом.
Влітку 1997 року на Економічній брамі Михайлівського Золотоверхого монастиря відкрито меморіальну дошку з бюстом археолога та мистецтвознавця Миколи Макаренка.
Першою постала дзвіниця в стилі українського бароко у первісному вигляді. Відкриття собору відбулося на День Києва 1998 року, за участю Патріарха Філарета, який освятив монастир. Також були присутні президент Леонід Кучма, голова уряду Валерій Пустовойтенко та мер міста Києва Олександр Омельченко. В соборі проходили богослужіння Української православної церкви Київського патріархату, а поруч, як у давні часи, діє монастир.
У лютому 2001 року чотири фрагменти фресок XII століття Михайлівського Золотоверхого собору, що зберігалися в Ермітажі, передали Україні. У січні 2004 року Міністерство культури Росії ухвалило рішення про передачу Україні з Ермітажу семи фресок київського Михайлівського Золотоверхого собору, які опинилися в Росії, восени 2004 передачу фресок закінчили.
Головний архітектор проєкту відтворення Михайлівського Золотоверхого собору — Юрій Лосицький. У відновленні розписів інтер'єру брали участь такі українські митці: Олександр Бородай.

### Євромайдан
Під час силового розгону Євромайдану в ніч на 30 листопада 2013 року частина людей, які втекли від підрозділу міліції «Беркут», знайшла прихисток на території Михайлівського Золотоверхого монастиря. Під час сутичок із «Беркутом» у соборі двічі (30 листопада 2013 і 19 лютого 2014) переховувались мітингувальники та розгортали тимчасовий штаб. Семінаристи із КПБА допомагали мітингувальникам: ходили на нічні чергування, приносили медикаменти, робили чай, носили гарячу воду.
У храмі апостола Івана Богослова був облаштований імпровізований шпиталь. У Михайлівському Соборі спали люди і стояли медичні препарати, крапельниці.
|                                                | До 1 грудня ми залишались єдиним місцем для відпочинку та сну немісцевих учасників протесту. У неділю частина мітингувальників переїхала у будинок профспілок, КМДА, тепер вже і у Жовтневий палац. Відкрив свої двері римо-католицький храм, але все одно кожну ніч собор наш заповнений людьми. Ми зберегли нічне чергування студентів семінарії і церковнослужителі продовжують всю ніч відправляти богослужіння. |
| — ректор КПБА, протоієрей Олександр Трофимлюк, | |

У ніч на 11 грудня 2013 року дзвони Михайлівського Золотоверхого монастиря вперше за 8 століть били на сполох, до цього востаннє таке відбувалось у 1240 році, під час Монгольської навали. Саме завдяки звуку дзвонів до центру столиці зійшлося безліч киян і спроба зачистити Євромайдан працівниками спецпідрозділу «Беркут» та військовослужбовцями Внутрішніх військ МВС виявилася невдалою.
26 січня 2014 року в соборі Михайлівського Золотоверхого монастиря пройшла панахида за загиблим активістом Євромайдану Михайлом Жизневським.

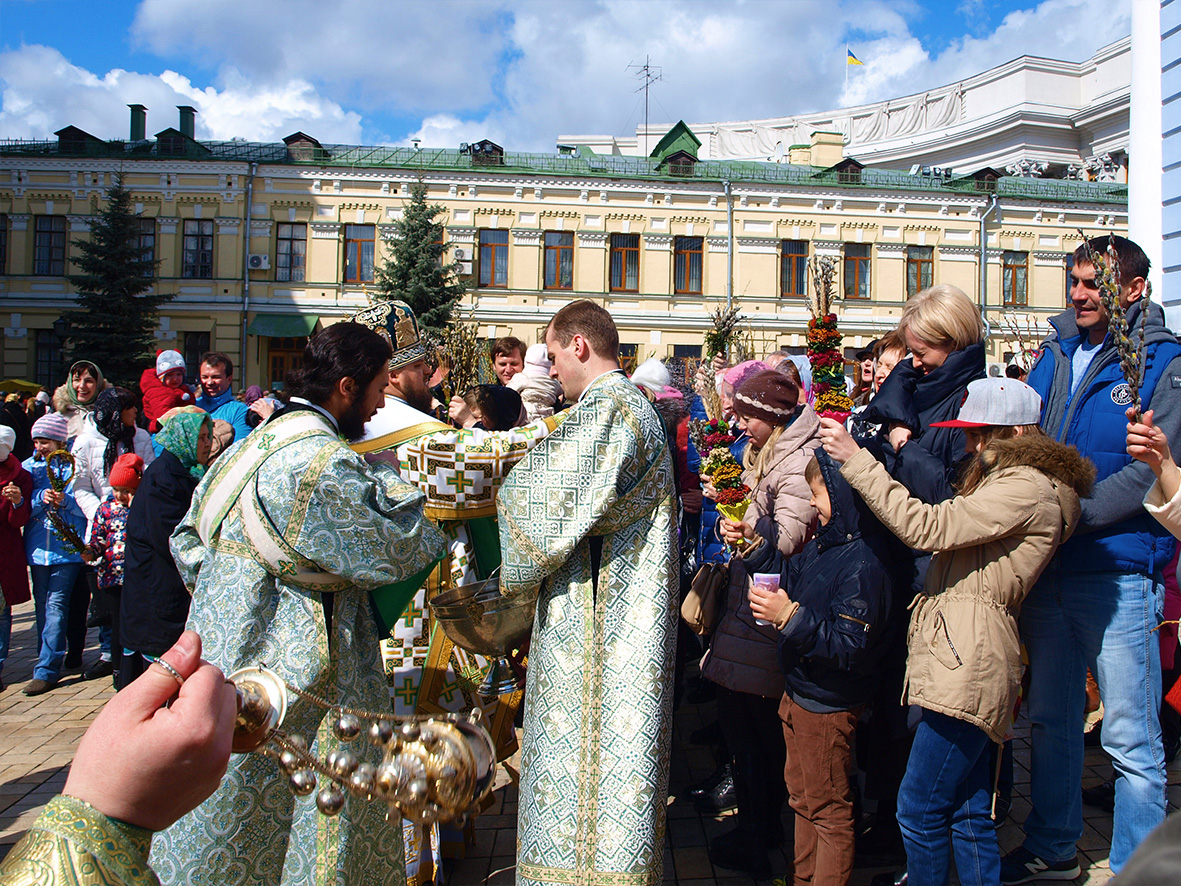
Вербна неділя

### Сучасність
У серпні 2015 року на мурах Михайлівського монастиря з'явилася Стіна пам'яті загиблих захисників України. 15 грудня 2018 року, після Об'єднавчого собору українських православних церков, Михайлівський Золотоверхий монастир перейшов у підпорядкування Православної церкви України. Наступного дня митрополит Київський і всієї України Епіфаній відслужив першу літургію як предстоятель Православної церкви України.
9 грудня 2020 року о 12.00 у Варваринському приділі Михайлівського Золотоверхого собору відбувся похорон українського композитора, Народного артиста України — Володимира Петровича Губи. Похорон відслужив ієромонах Михаїл (Карнаух).
У 2020 році повністю відреставрували дзвіницю і змінили дзвони. 4 лютого 2021 року у Михайлівському соборі братія на чолі із архімандритом Лаврентієм (Живчиком) відслужила похорон над тілом спочилого Проскурні Сергія Владиславовича, українського театрального режисера.
У 2021 році під час візиту до України на території Михайлівського Золотоверхого монастиря у митрополичому будинку проживав Вселенський патріарх Варфоломій I.

## Настоятелі (намісники)
неповний список
- 1618—1620 Йов (Борецький)
- 1645—1653 Йосип (Кононович-Горбацький) (Йосиф Кононович-Горбацький)
- 1653—1655 Феодосій (Василевич-Баєвський)
- 1655—1677 Феодосій (Софонович)
- 1677—1682 Мелетій (Дзик)
- 1682—1686 Феодосій (Ґуґуревич)
- 1722—1736 Олексій (Петрина)
- 1737—1739 Амвросій (Дубневич)
- 1739—1740 Тимофій (Щербацький)
- 1740—1746 Сильвестр (Думницький)
- 1787—1791 Варлаам (Миславський)
- 1791—1795 Ієронім (Блонський)
- 1795—1798 Феофілакт (Слонецький)
- 1799—1800 Ієронім (Яновський)
- 1800—1807 Феофан (Шиянов) як єпископ Чигиринський, вікарій Київської єпархії
- 1807—1823 Іриней (Фальковський) як єпископ Чигиринський, вікарій Київської єпархії
- 1836—1841 Інокентій (Борисов) як єпископ Чигиринський, вікарій Київської єпархії
- 1845—1858 Аполлінарій (Вигилянський) як єпископ Чигиринський, вікарій Київської єпархії
- 1886—1890 Ієронім (Екземплярський) як єпископ Чигиринський, вікарій Київської єпархії
- 1993—2000 Даниїл (Чокалюк) як єпископ Вишгородський, вікарій Київської єпархії
- 2000—2009 Димитрій (Рудюк) як єпископ Переяслав-Хмельницький, вікарій Київської єпархії
- 2009 — тепер Агапіт (Гуменюк) як архиєпископ Вишгородський

## Собор Києво-Михайлівських святих
До числа Собору Києво-Михайлівських святих зараховано угодників Божих:
а) святих на честь яких були збудовані монастирські храми;
б) святих, що подвизалися у монастирі.
До Собору Києво-Михайлівських святих належать:
- Архістратиг Божий Михаїл з усіма небесними силами
- св. ап. Петро
- св. ап. Іоан
- святитель Миколай Мирлікійський
- свт. Василій Великий, Григорій Богослов та Іоан Золотоустий
- свт. Михаїл, перший митрополит Київський
- свт. Іов Борецький, митрополит Київський
- свт. Ісайя Ростовський
- свт. Мелетій (Леонтович), архієпископ Харківський і Охтирський
- свт. Інокентій Херсонський
- свт. Лаврентій
- св. велмч. Димитрій Солуньський
- св. велмч. Пантелеймон
- св. велмч. Варвара
- св. велмч. Катерина
- прп. Варлаам Печерський
- прп. Воніфатій Михайлівський
- прп. Гавриїл Афонський
- прп. Онуфрій Великий

## Шановані списки святих ікон у Михайлівському монастирі
- Спас Нерукотворний
- ікона Пресвятої Богородиці «Всецариця»;
- Вишгородська ікона Пресвятої Богородиці;
- Ікона Пресвятої Богородиці «Додання розуму»;
- мироточива ікона св. архістратига Божого Михаїла;
- Мироточива ікона св. жінок-мироносиць.

## Скульптури на території Михайлівського монастиря та на Михайлівській площі

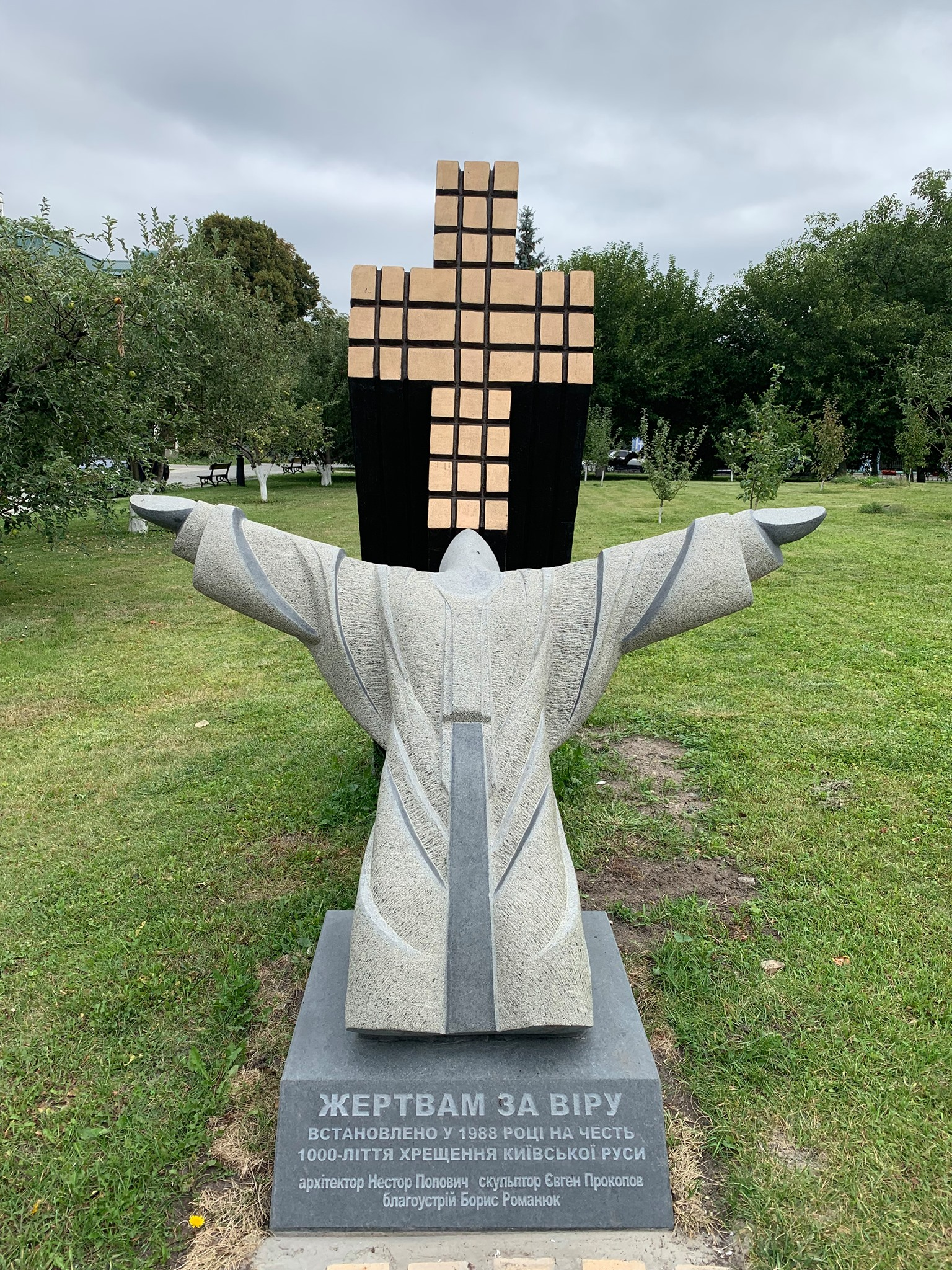
Пам'ятник ЖЕРТВАМ ЗА ВІРУ, 1988, на території Михайлівського Золотоверхого монастиря, Трьохсвятительська вул. 6, скульптор Євген Прокопов, архітектор Нестор Попович

Моління про чашу. Христос Спаситель молиться поряд з апостолами, які поснули
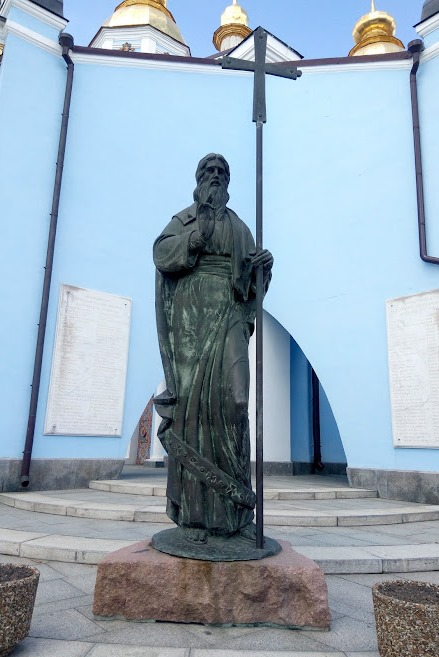
Пам'ятник Апостолу Андрію Первозваному

- Пам'ятник «Жертвам за віру», 1988. Відреставрована скульптура відкрита 24 серпня 2019 року. Медалями святого архістратига Божого Михаїла були відзначені: скульптор Прокопов Євген, архітектор Попович Нестор, меценат Романюк Борис, Кущ Анатолій, Шевелюк   Валерій.[28]
- Скульптурна композиція «Гефсиманське боріння», або «Моління про чашу». Освячено 5 квітня 2007, відкрито 19 жовтня 2009 року. Автор композиції — Микола Перепелиця[29]. У скульптурі поєднано бронзу і граніт.
- Пам'ятник Апостолу Андрію. Спочатку скульптура була встановлена у липні 2008 року біля Українського дому, як частина портретної експозиції «Українці у світі», відкритої до 1020-річчя Хрещення Київської Русі. У жовтні 2010 року пам'ятник передано Михайловському Златоверхому монастирю. Матеріал: бронза. Скульптори Олег Пінчук та Петро Дроздовський[30][31].

Галерея скульптур за виноскою
- Стіна пам'яті загиблих за Україну перед монастирем вздовж вулиці Трьохсвятительська
- Пам'ятник княгині Ользі, святому апостолу Андрію Первозваному та просвітителям Кирилу і Мефодію
- Пам'ятний знак жертвам Голодомору 1932—1933 років

## Архітектурний ансамбль

### Дзвіниця
Встановлено годинник-куранти, який награє нескладну мелодію. Механізм керування — електричний. Кількість дзвонів також дозволяє грати як на справжньому карильйоні.

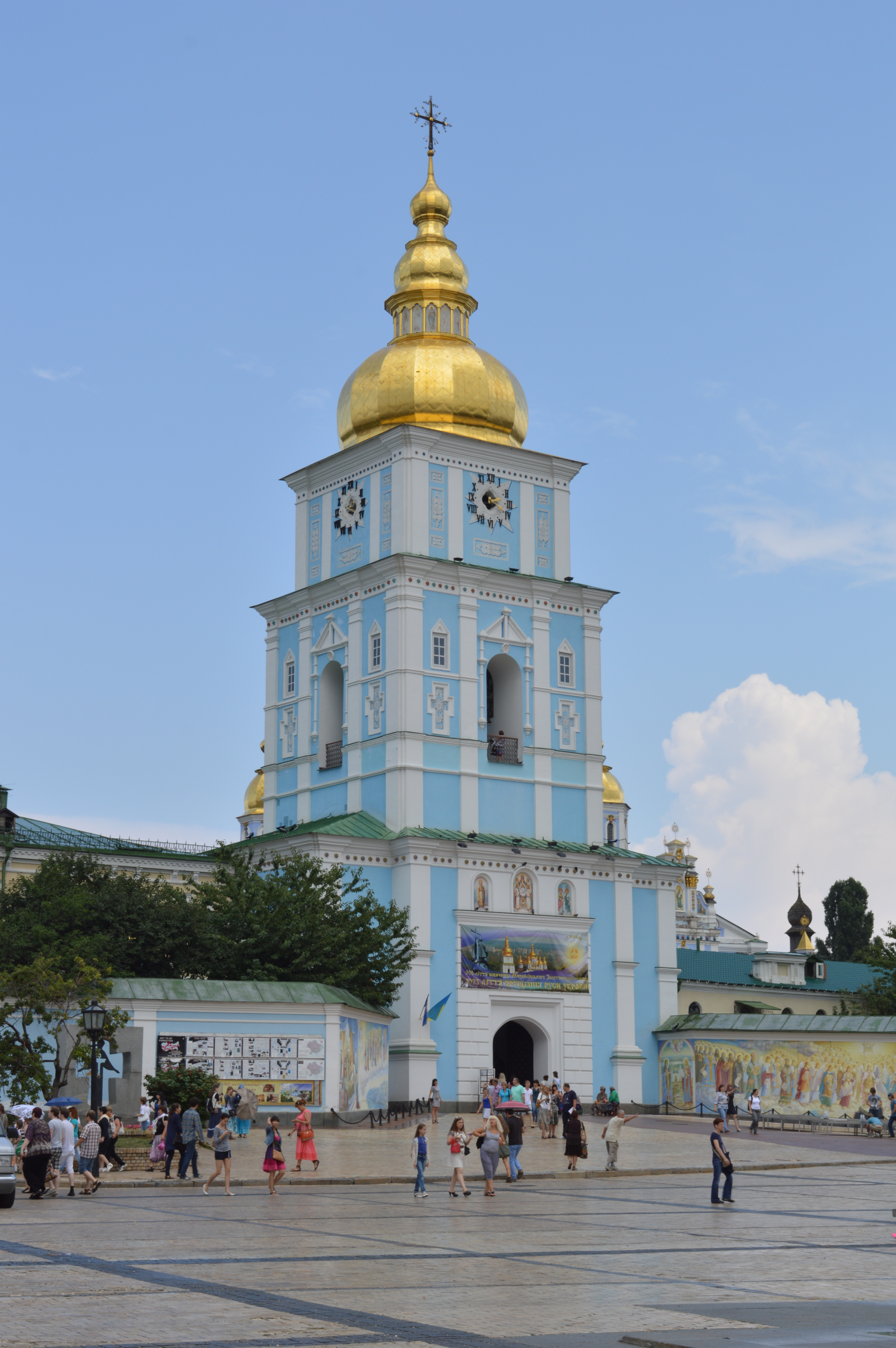
Дзвіниця
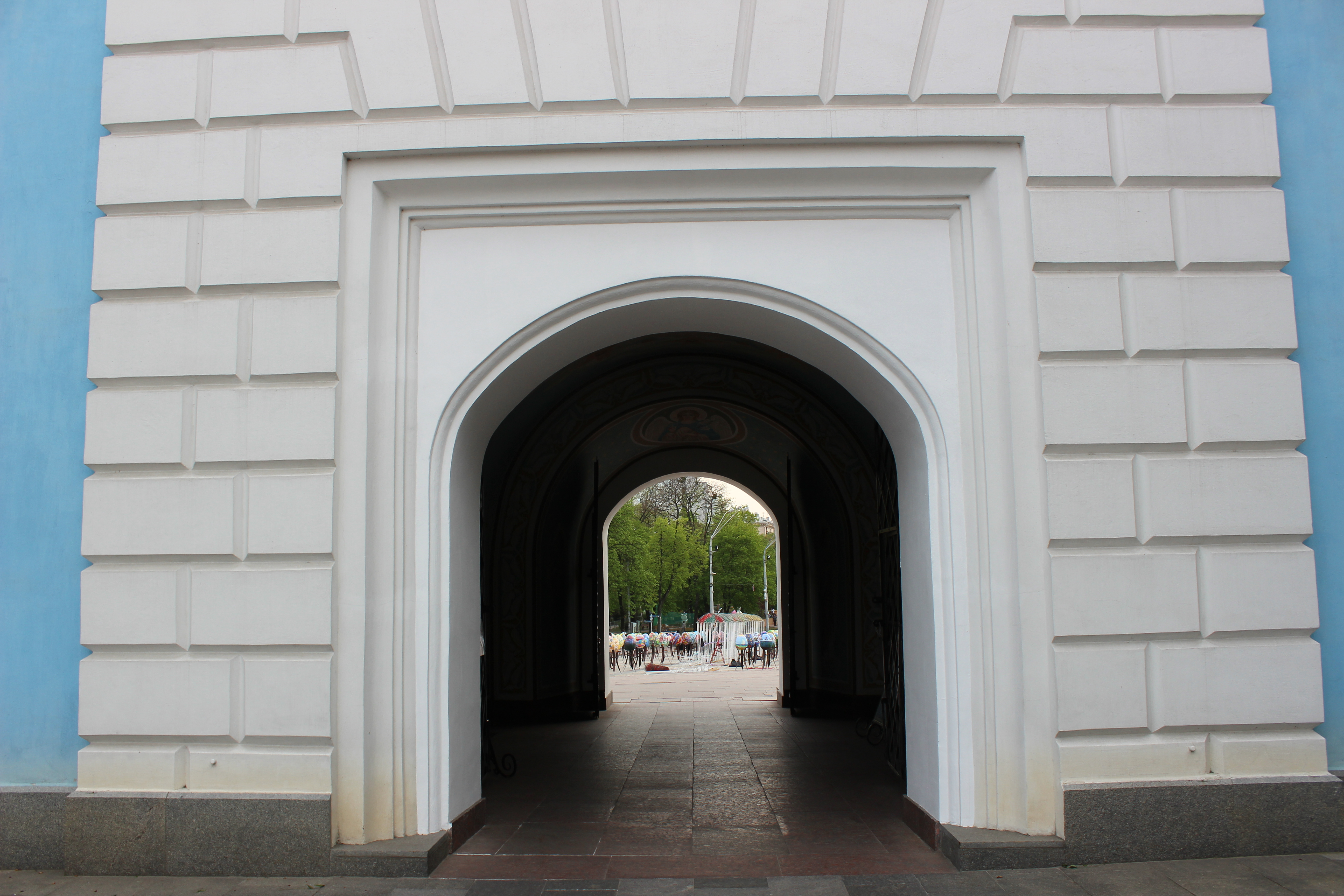
Брама дзвіниці
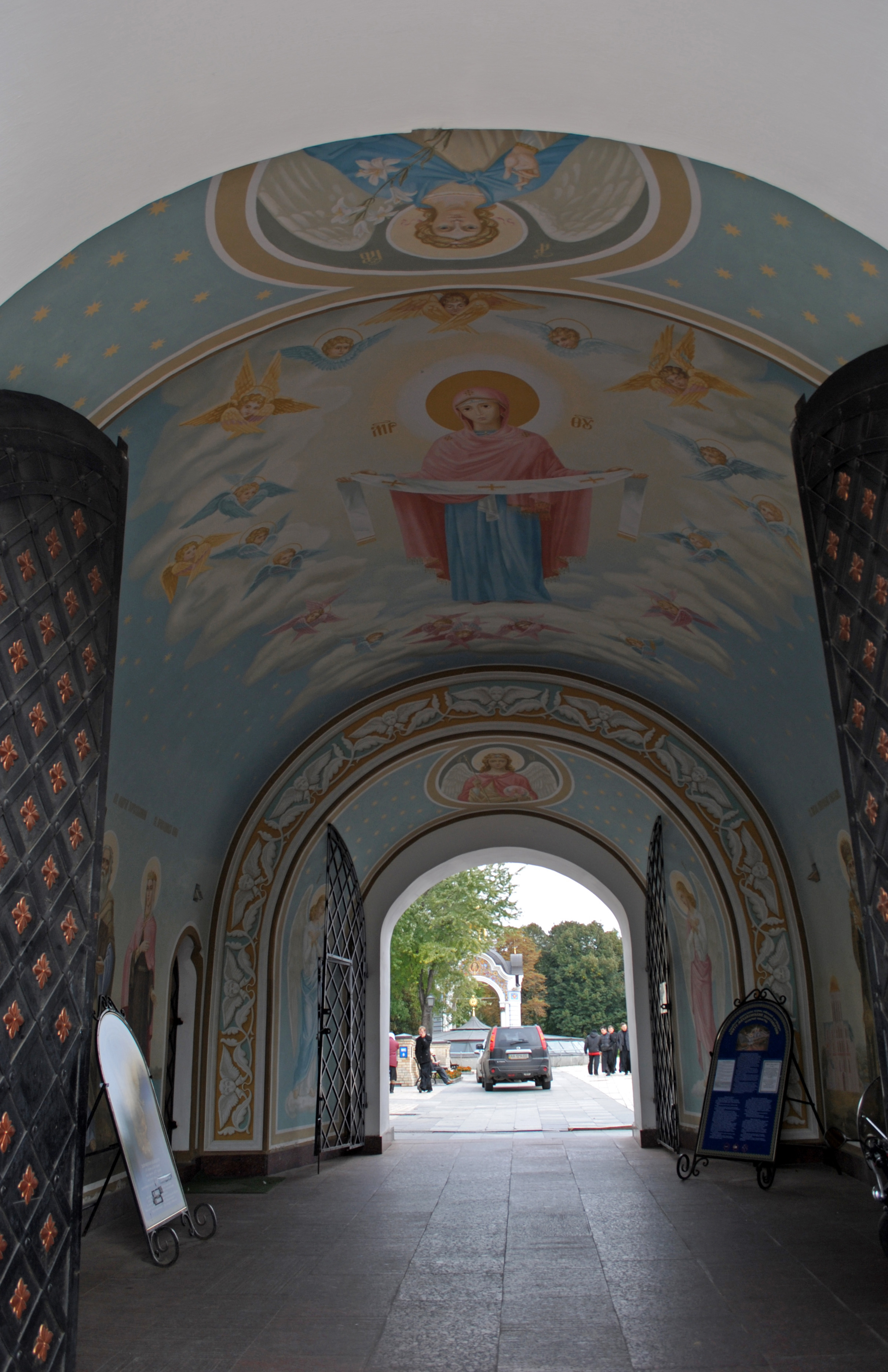
Арочний розпис
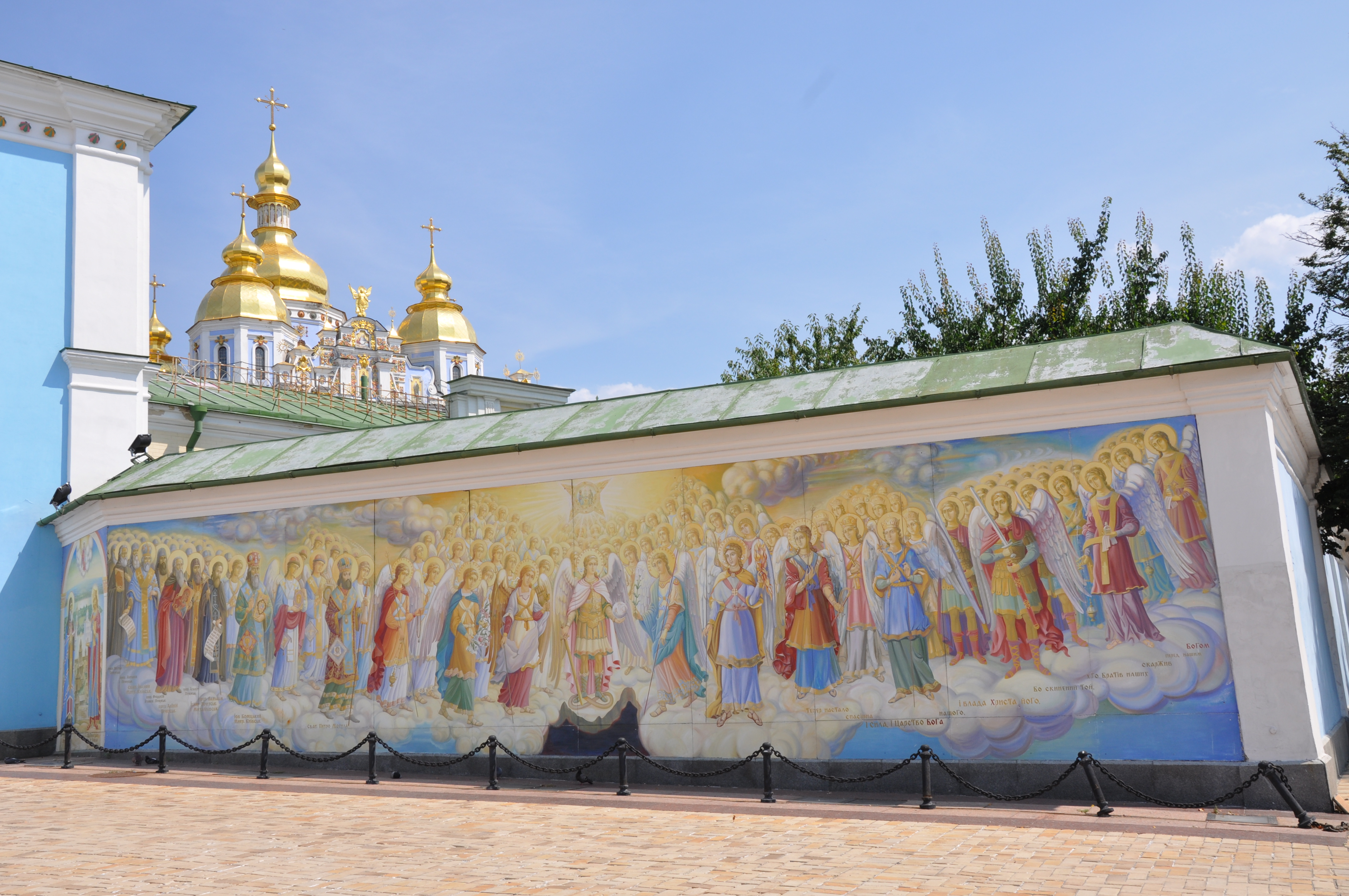
Розпис на стіні першого ярусу дзвіниці

### Михайлівський Золотоверхий собор
Михайлівський Золотоверхий собор — Собор святого архістратига Михаїла — центральний храм Свято-Михайлівського Золотоверхого монастиря. На початку XII ст. храм був єдиним у Києві, який мав золоту баню, тому і отримав назву «золотоверхий». Імена художників, які створили мозаїки і фрески Михайлівського Золотоверхого собору, невідомі. Ймовірно, в роботах брав участь давньоруський майстер Алімпій з Києво-Печерського монастиря. Загальна площа мозаїк, що збереглися, — 45 м². Написи на мозаїках собору зроблено старослов'янською і давньоукраїнською мовами. Крім мозаїк і фресок, збереглися дві шиферні плити 1062 року з рельєфним зображенням вершників. Відомо, що іконостас для притвору Святої Катерини оздобив різьбяр Романом, оправу для Євангелія виконав київський золотар Самійло Ростовський.

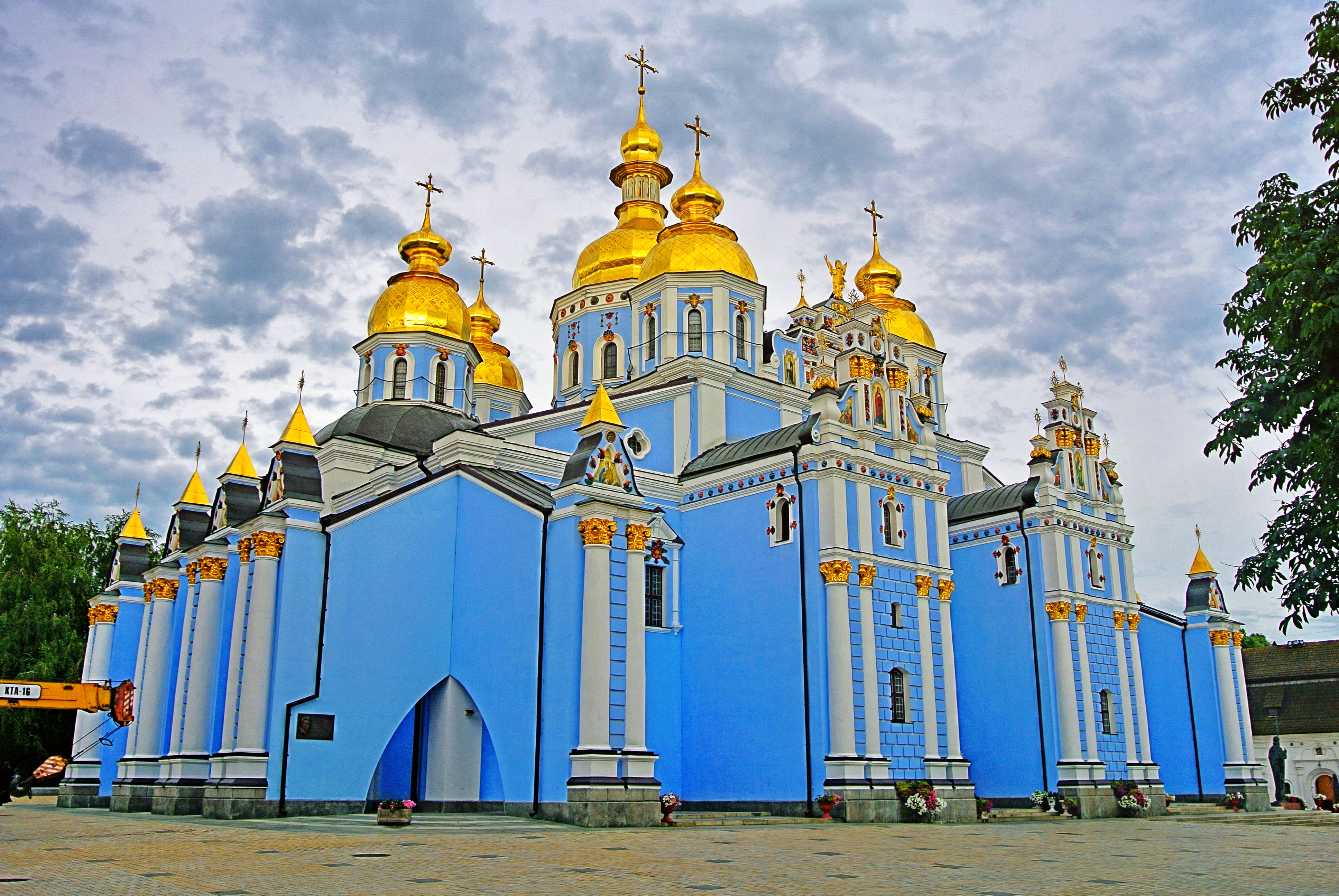
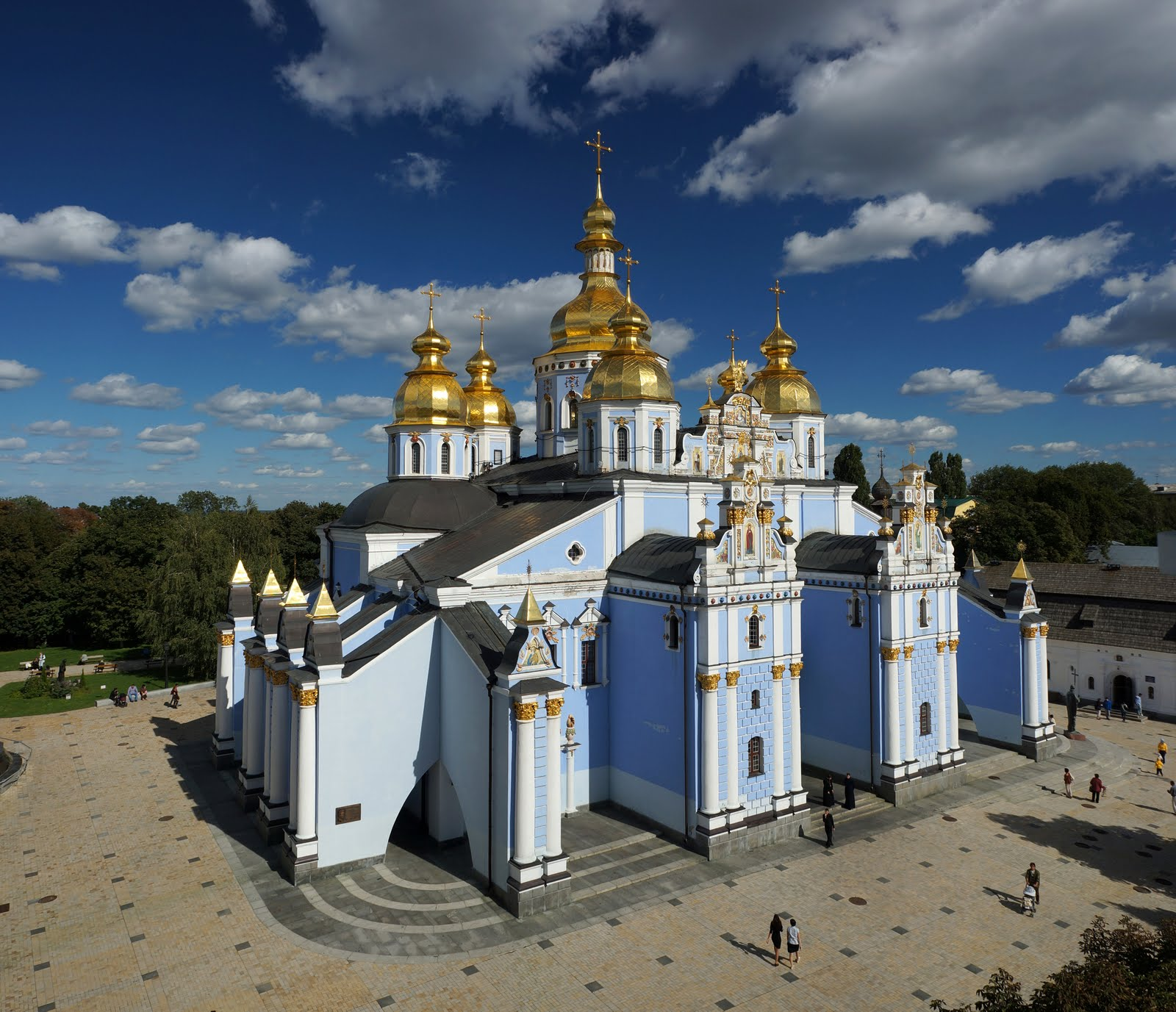
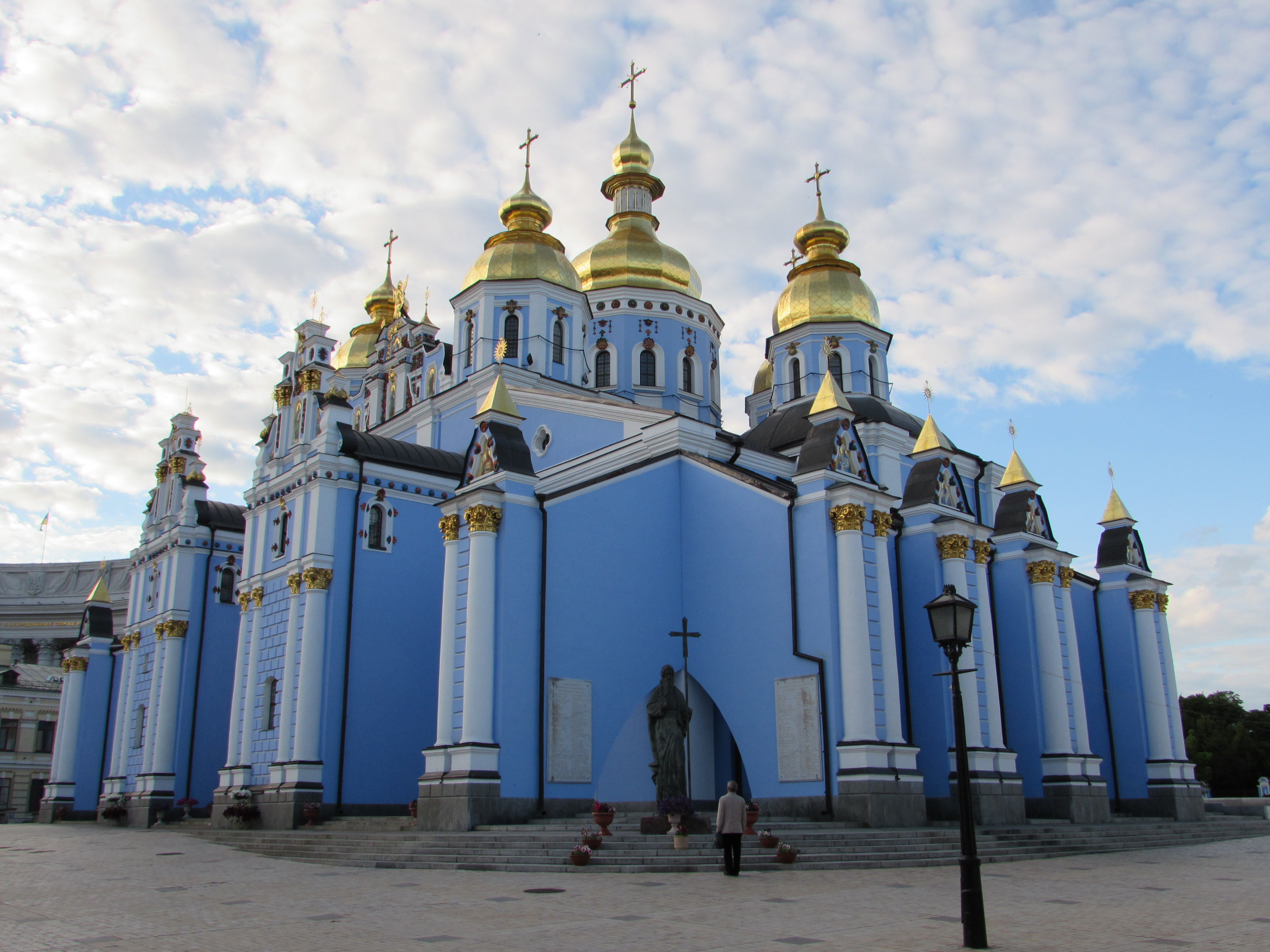
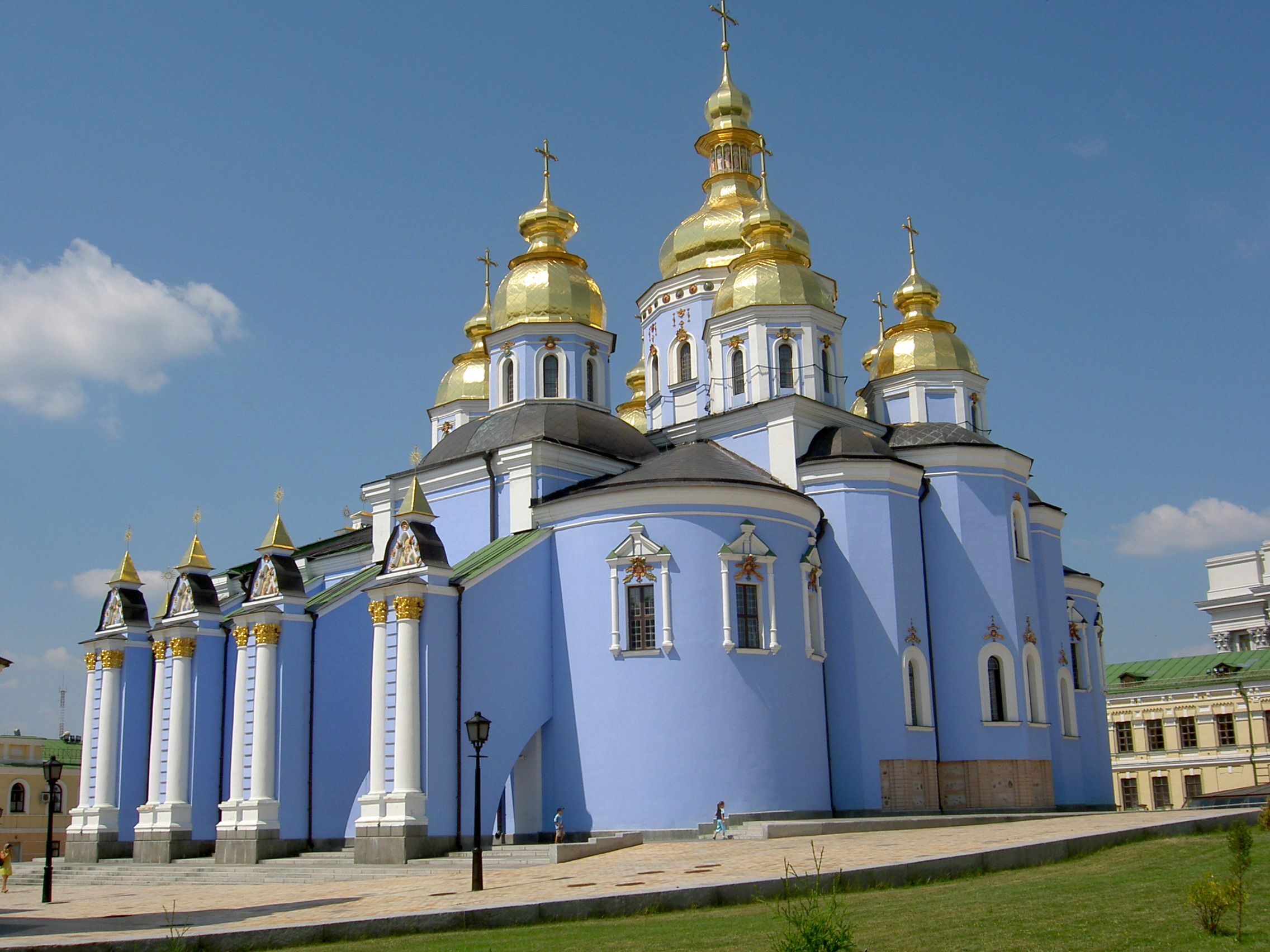
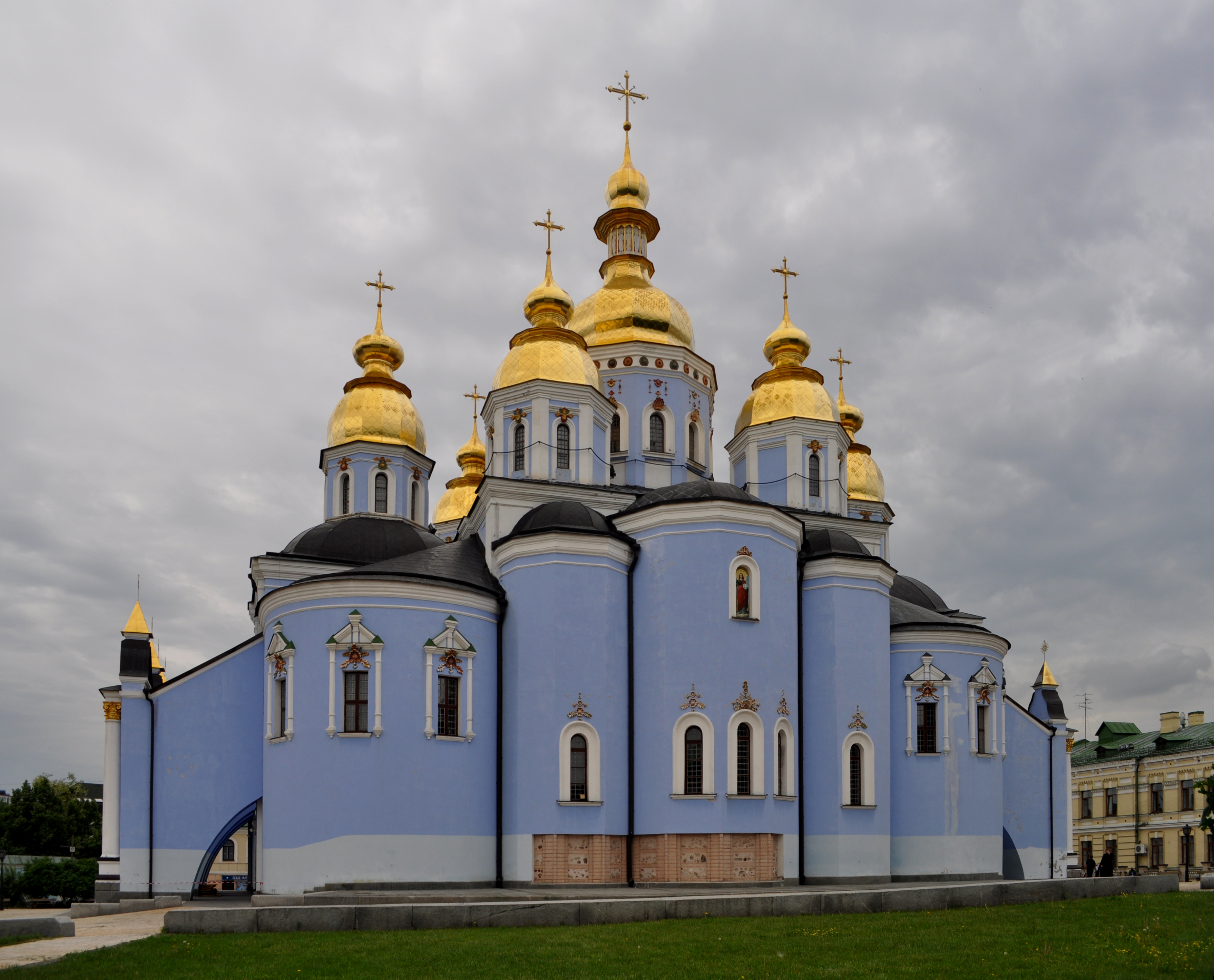

### Трапезна церква Іоана Богослова
Колись на цьому місті стояла дерев'яна церква, вибудована в 1613 році. Перебудована в цеглі на початку XVIII ст. має той же архітектурний прототип, що і будівля старого академічного корпусу з конгрегаційною церквою Благовіщення колишнього Братського монастиря. На відміну від неї (перебудованої у 1732—1740 рр. на триповерховий корпус архітектором Шеделем) залишилась одноповерховою. Вибудована у регіональних формах українського бароко. Фасади прикрашені пілястрами та віконними отворами, деякі закладені та стали нішами. Зі сходу до трапезної прибудована церква з банею, восьмерик на четверику, після реставрації — баня крита ґонтом.
Наприкінці XVIII ст. зіпсовану негодою ґонтову покрівлю замінили бляшаною. У 1827 році будівлю капітально відремонтовано з заміною конструкції даху, тинькуванням фасадів, наново викладеними печами, підлогою з цегли. У 1837 році відбувся ремонт інтер'єру з додачею стінописів. У 1904 році була пошкоджена пожежею.
Наукова реставрація будівлі відбулася в 1976—1981 роках (проєкт — арх. Шевченко В. П. , інтер'єри та меблі — архітектор Каракіс І. Й.) у формах, наближених до первісних, повернута покрівля, крита ґонтом. Втрачені колись склепіння з міркувань протипожежної безпеки відтворені у залізобетоні і стилізовані під первісні.

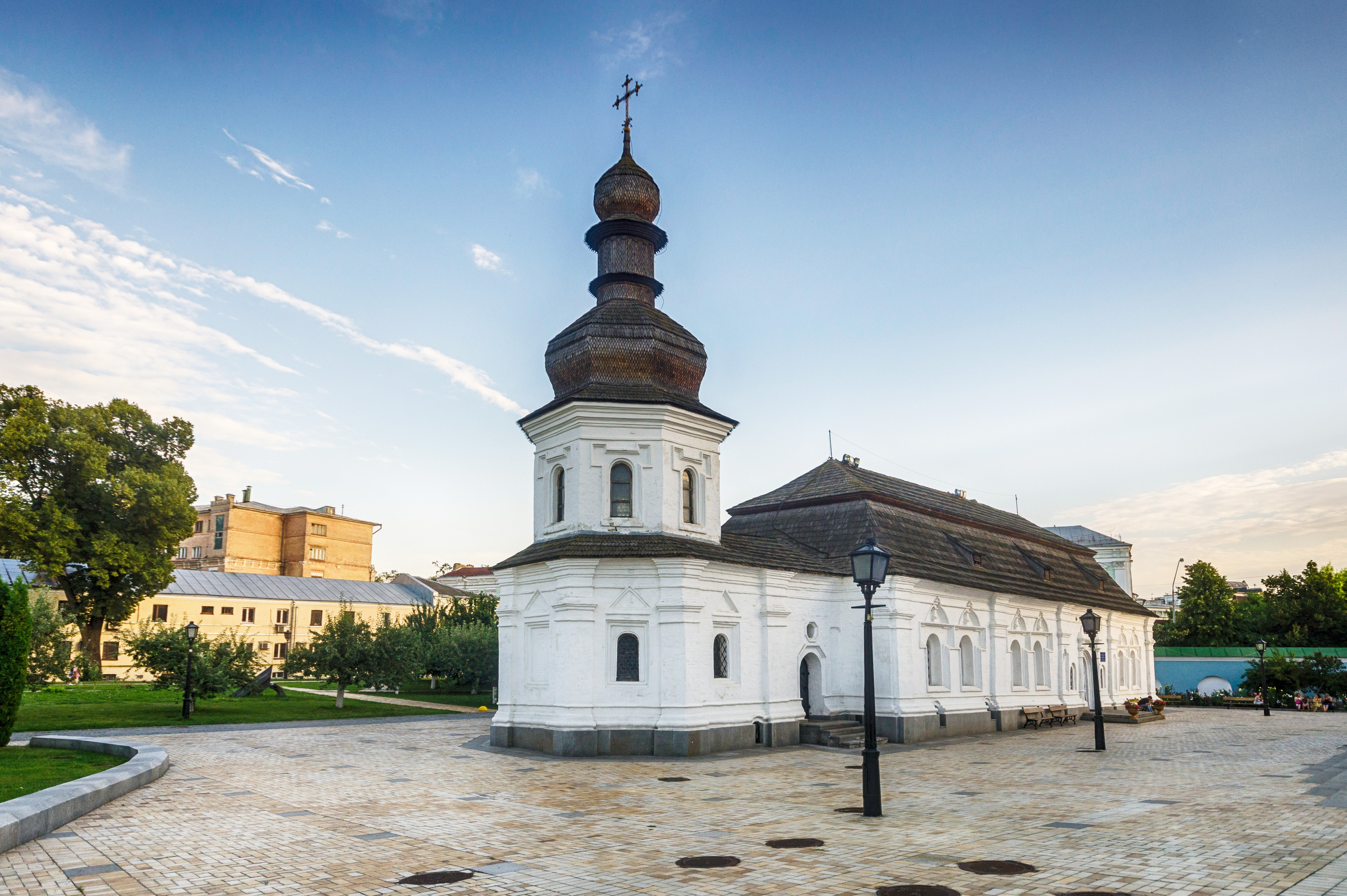
Трапезна з церквою Іоана Богослова
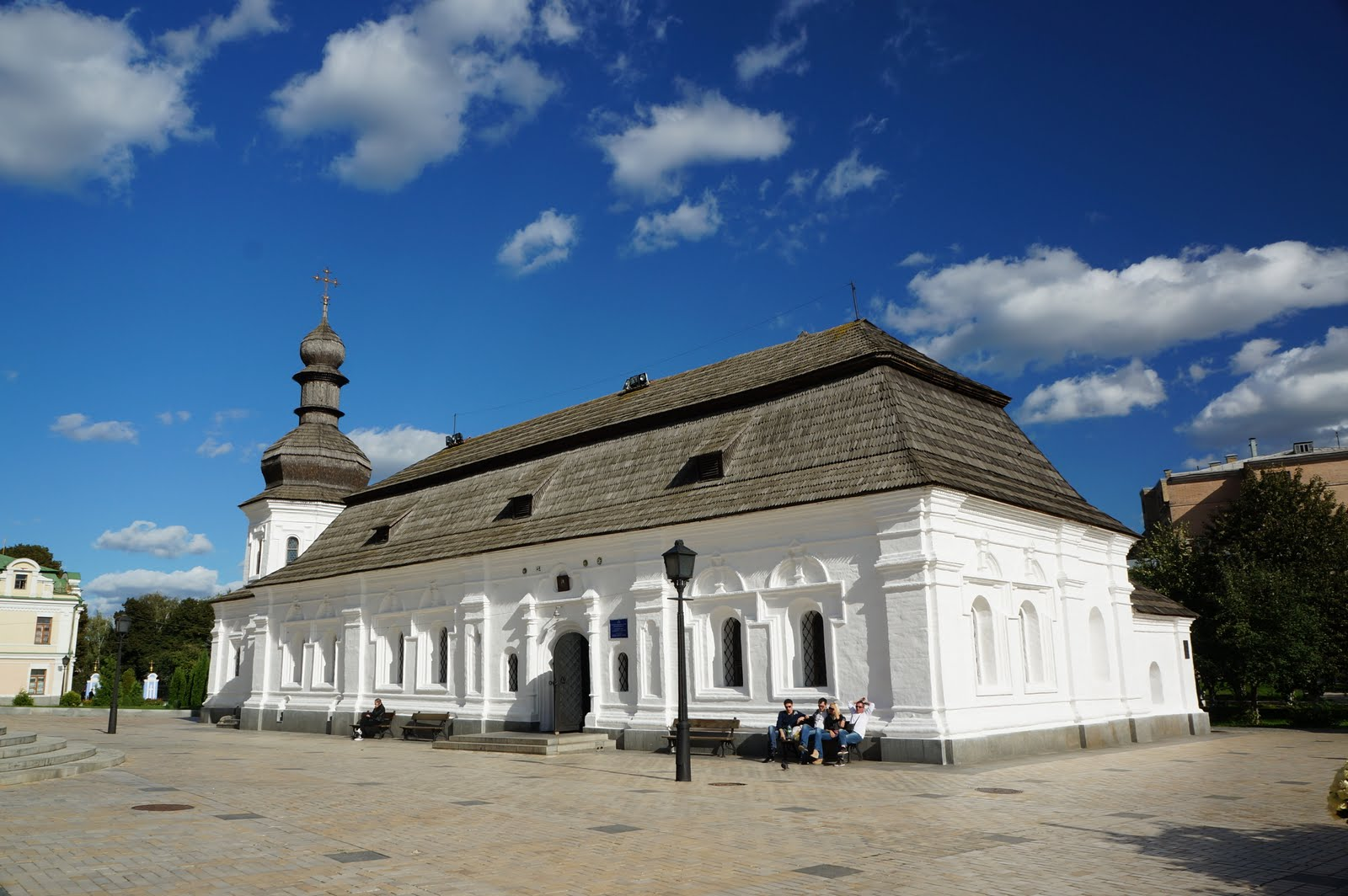
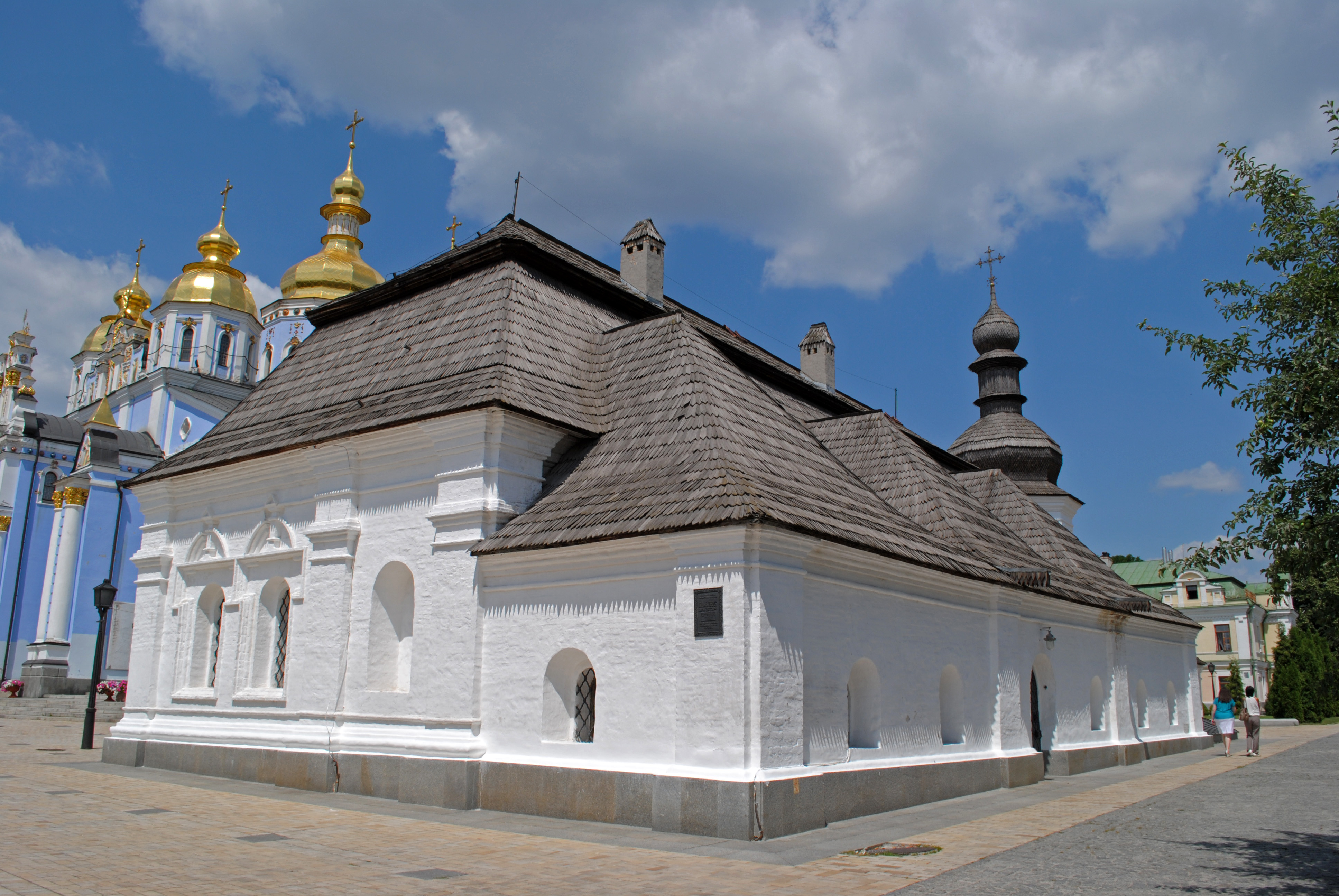

### Митрополичий дім— резиденція Предстоятеля
Митрополичий дім — робоча і житлова резиденція Предстоятеля, де зокрема проводяться засідання Священного Синоду та інші офіційні заходи.
Будівля резиденції розташована поруч із кафедральним собором Православної Церкви України і була зведена в 1894 році за проектом архітектора Володимира Ніколаєва як будинок співців архієрейського хору Михайлівського Золотоверхого монастиря.
В понеділок, 24 травня 2021 року, на території Свято-Михайлівського Золотоверхого монастиря відбулося відкриття офіційної резиденції Предстоятеля Православної Церкви України — Митрополичого дому.

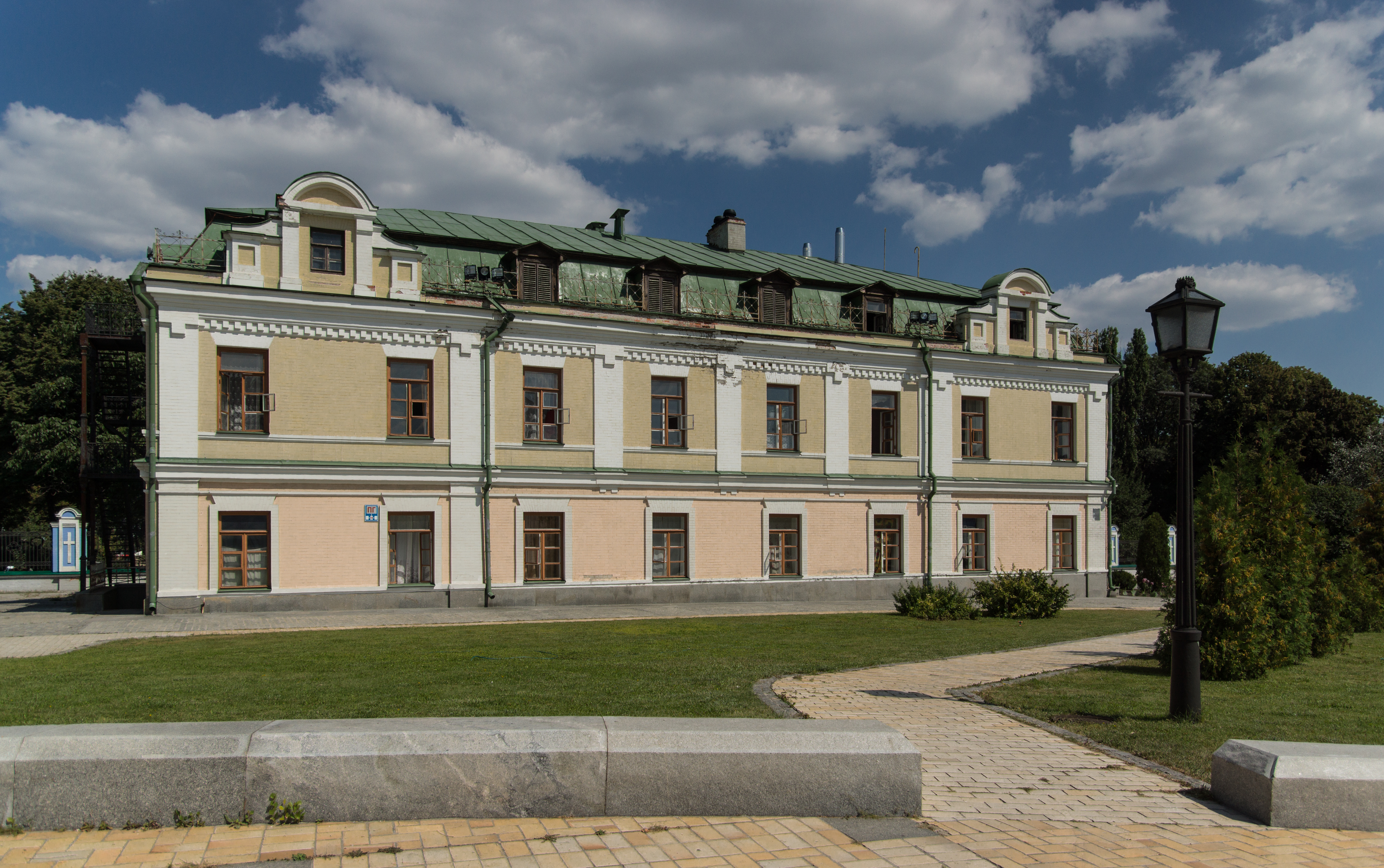
Митрополичий дім – резиденція Предстоятеля

## Галерея

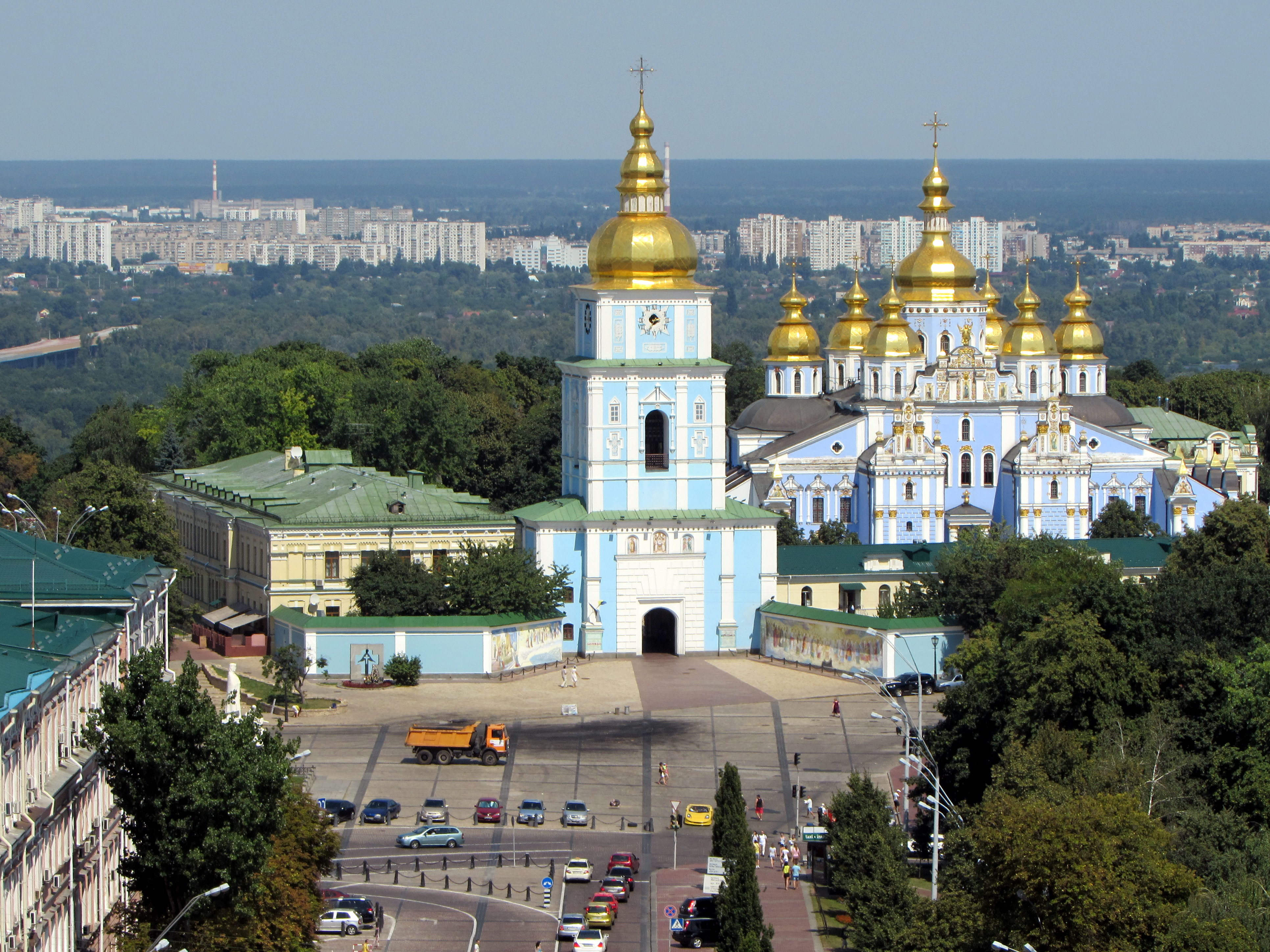
Загальний вид на монастир
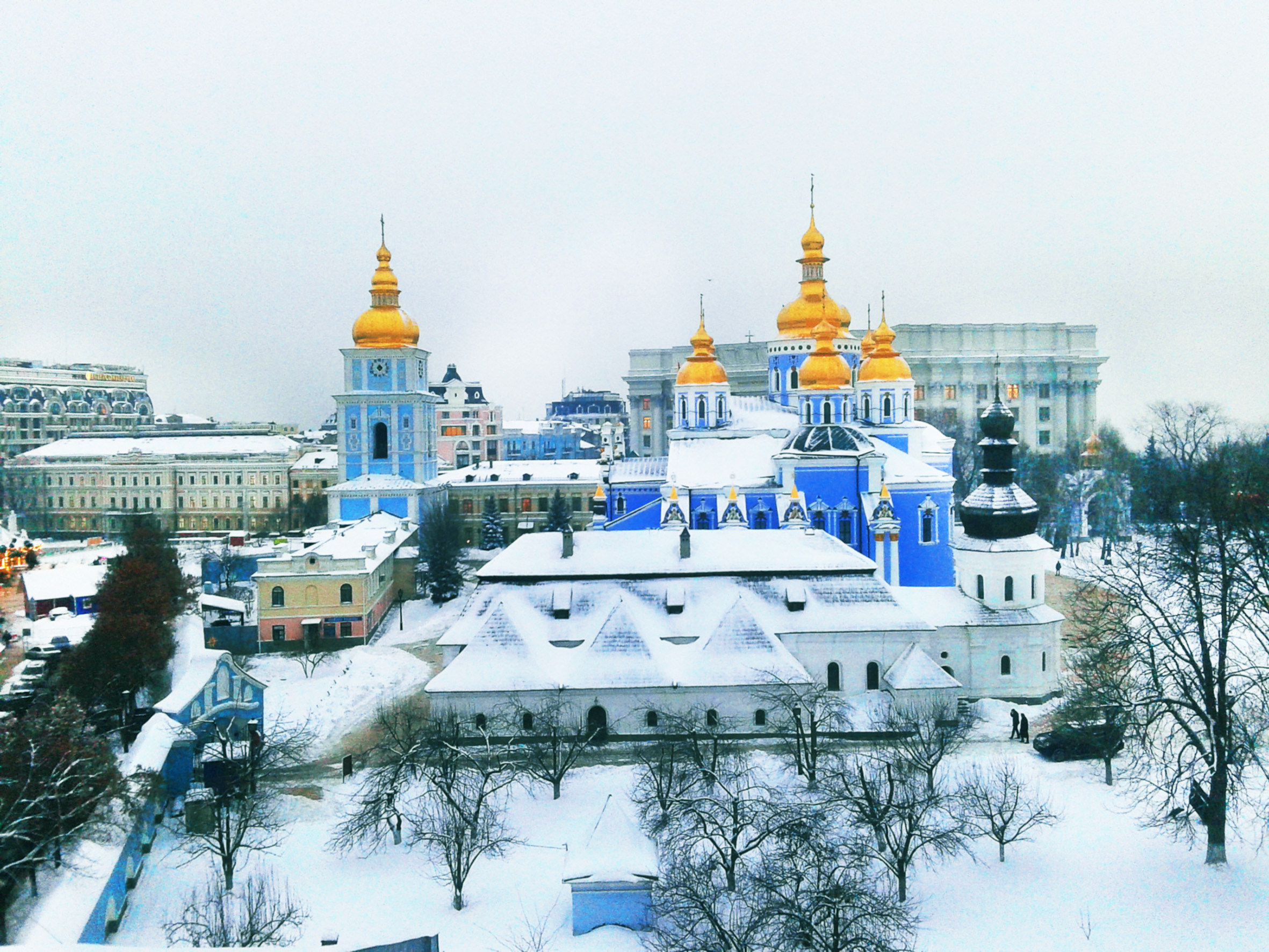
Краєвид з боку Трьохсвятительської вулиці.
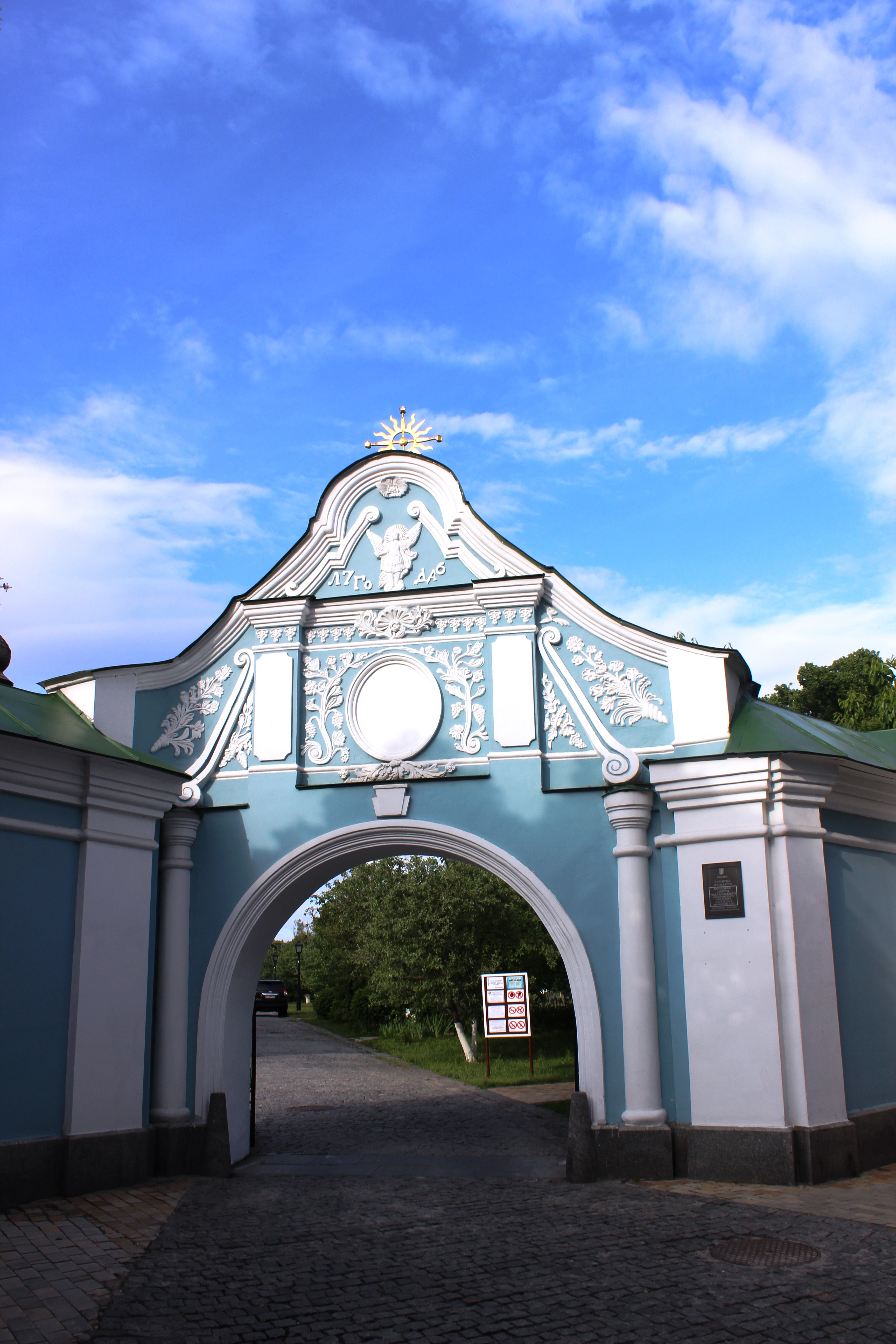
Брама монастиря
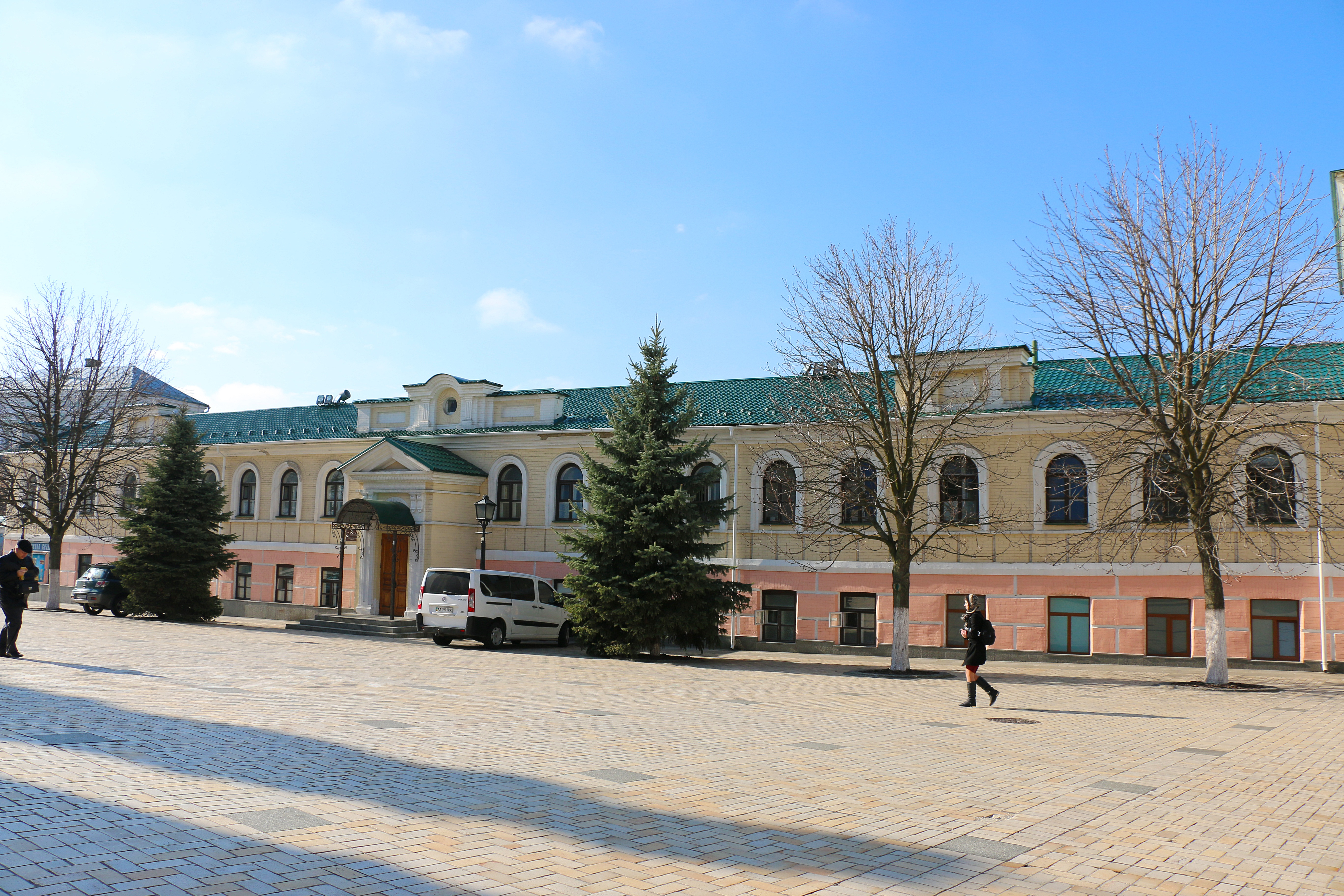
Келії Михайлівського монастиря
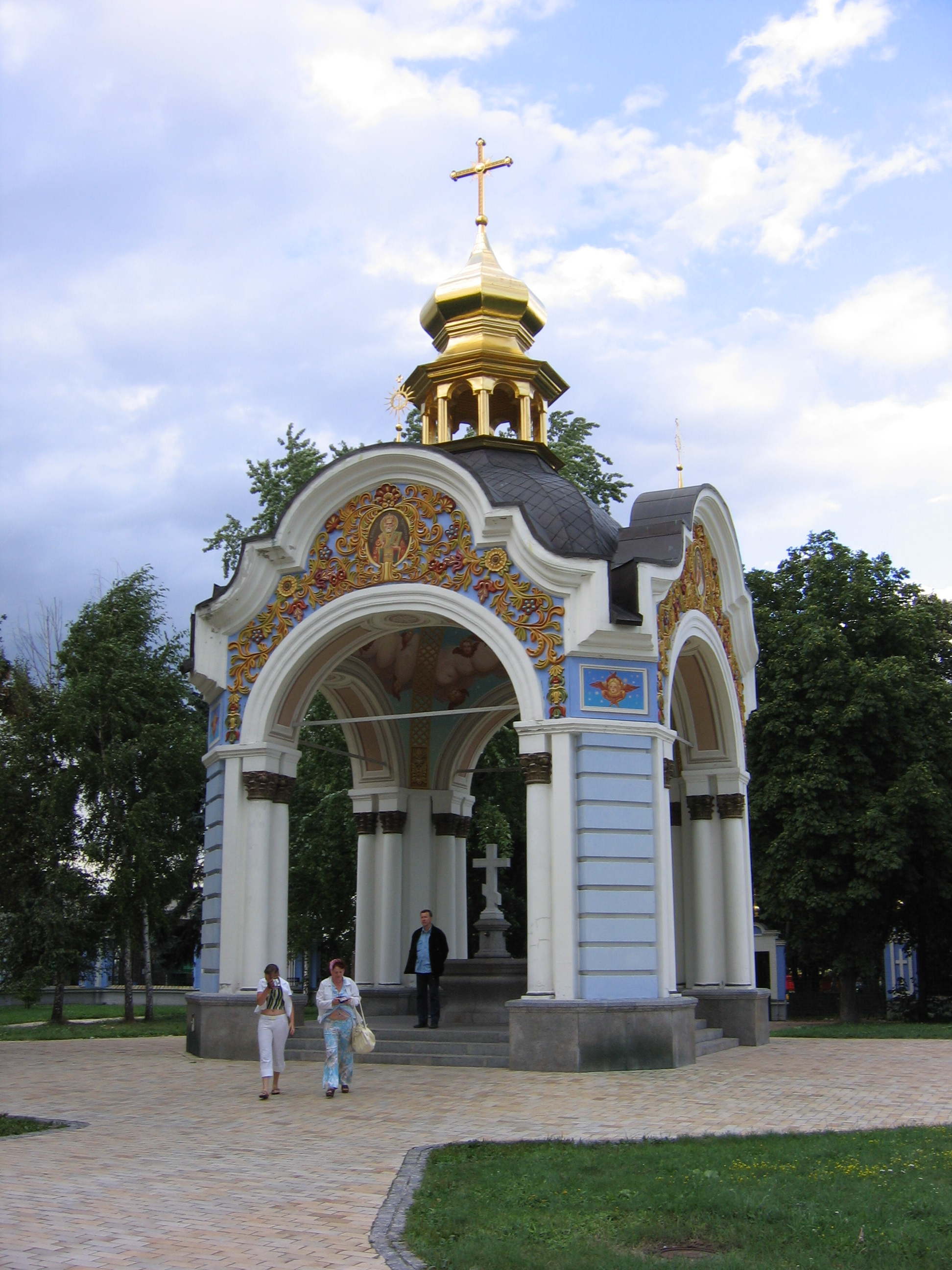
Киворій святого Миколая
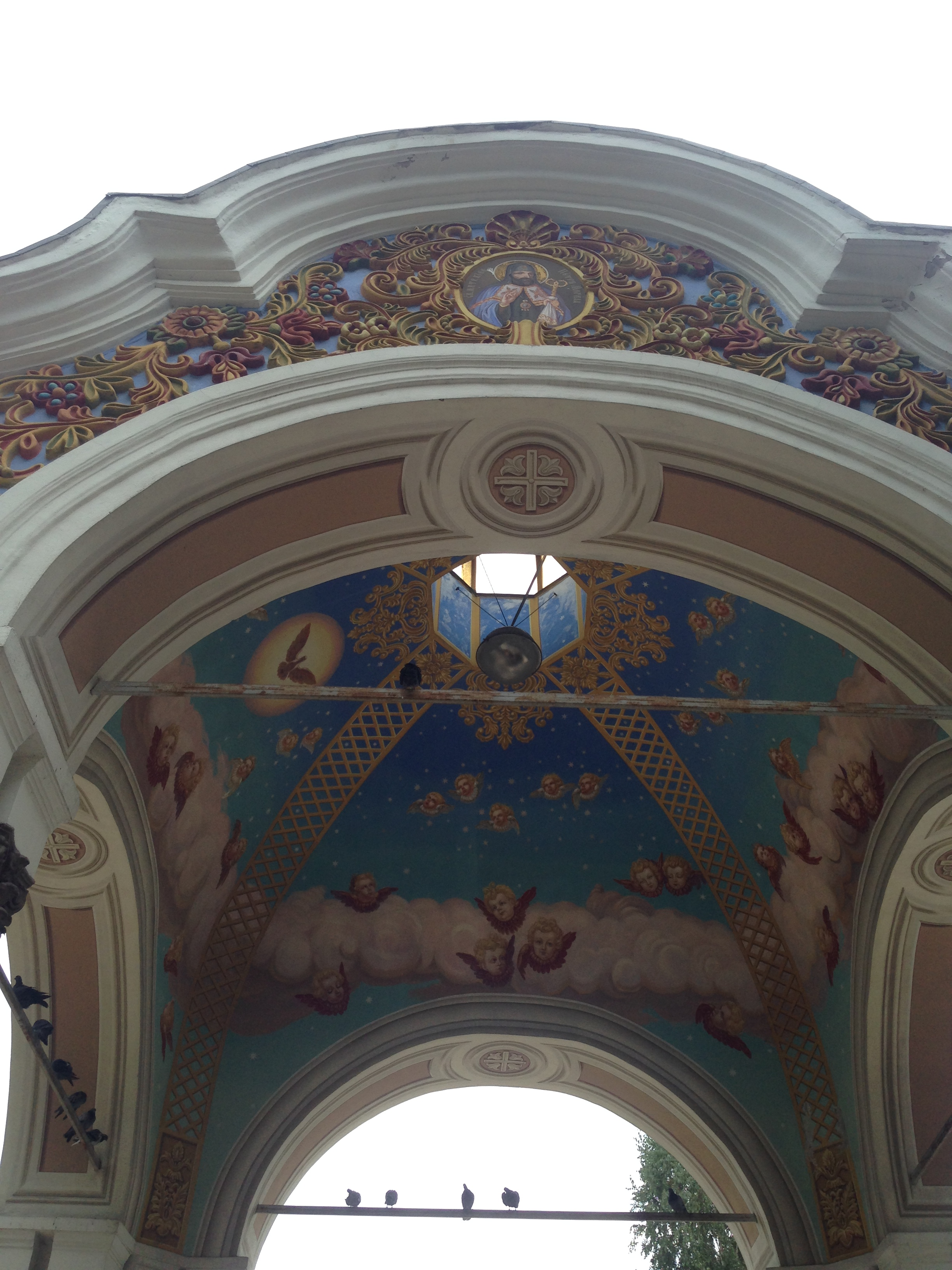
Киворій святого Миколая
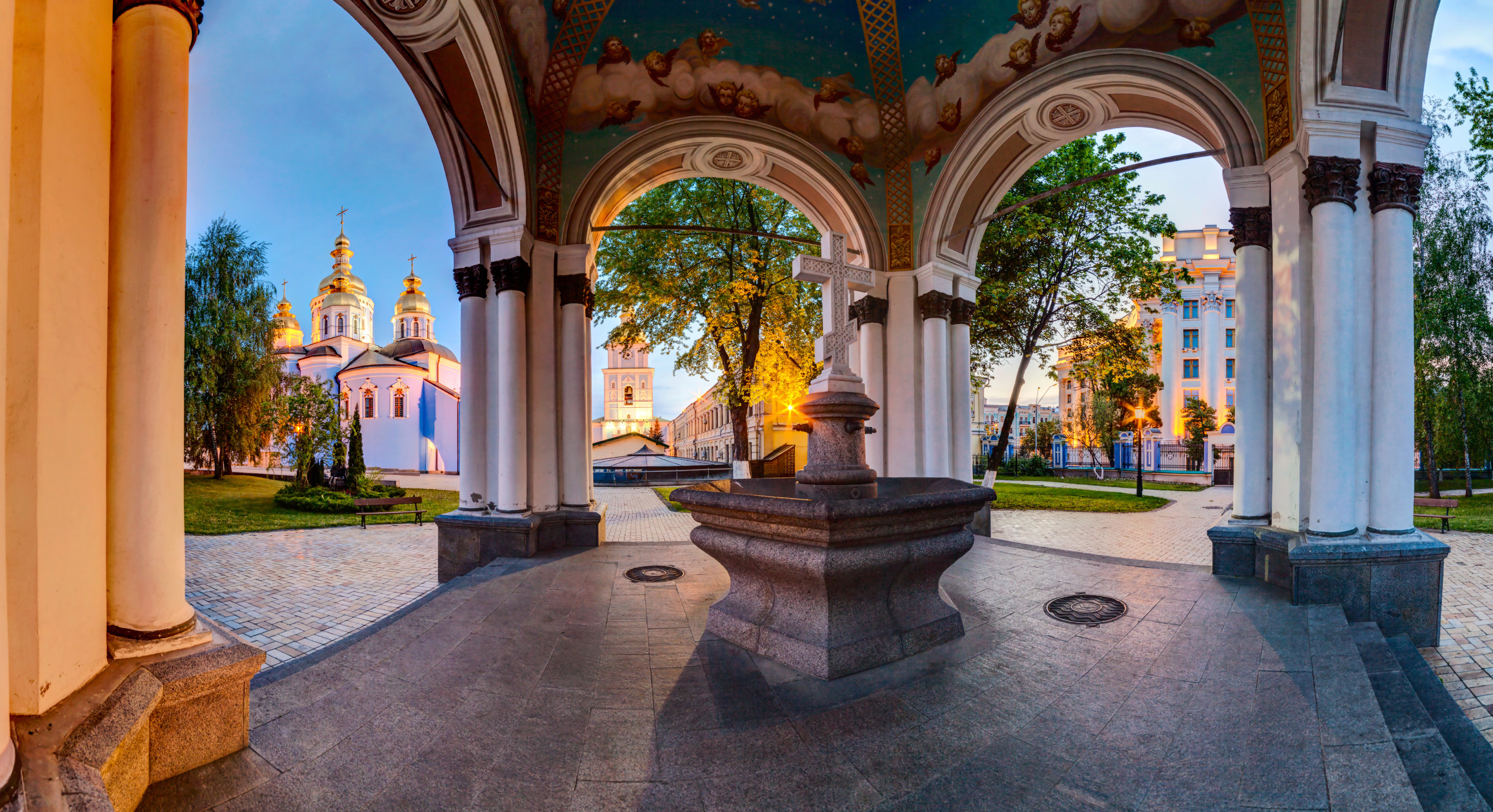
Киворій святого Миколая
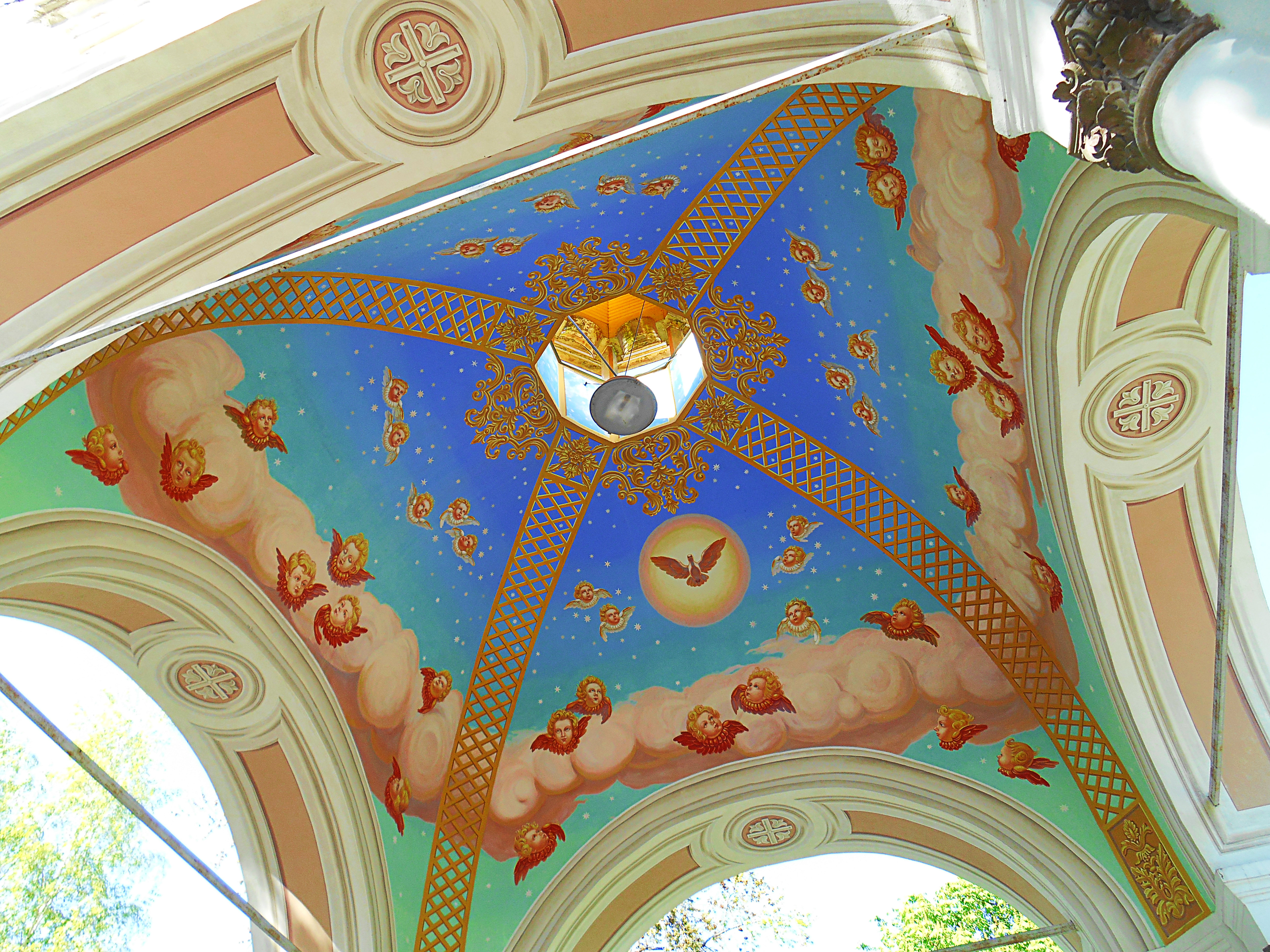
Пам'ятник "Жертвам за віру"
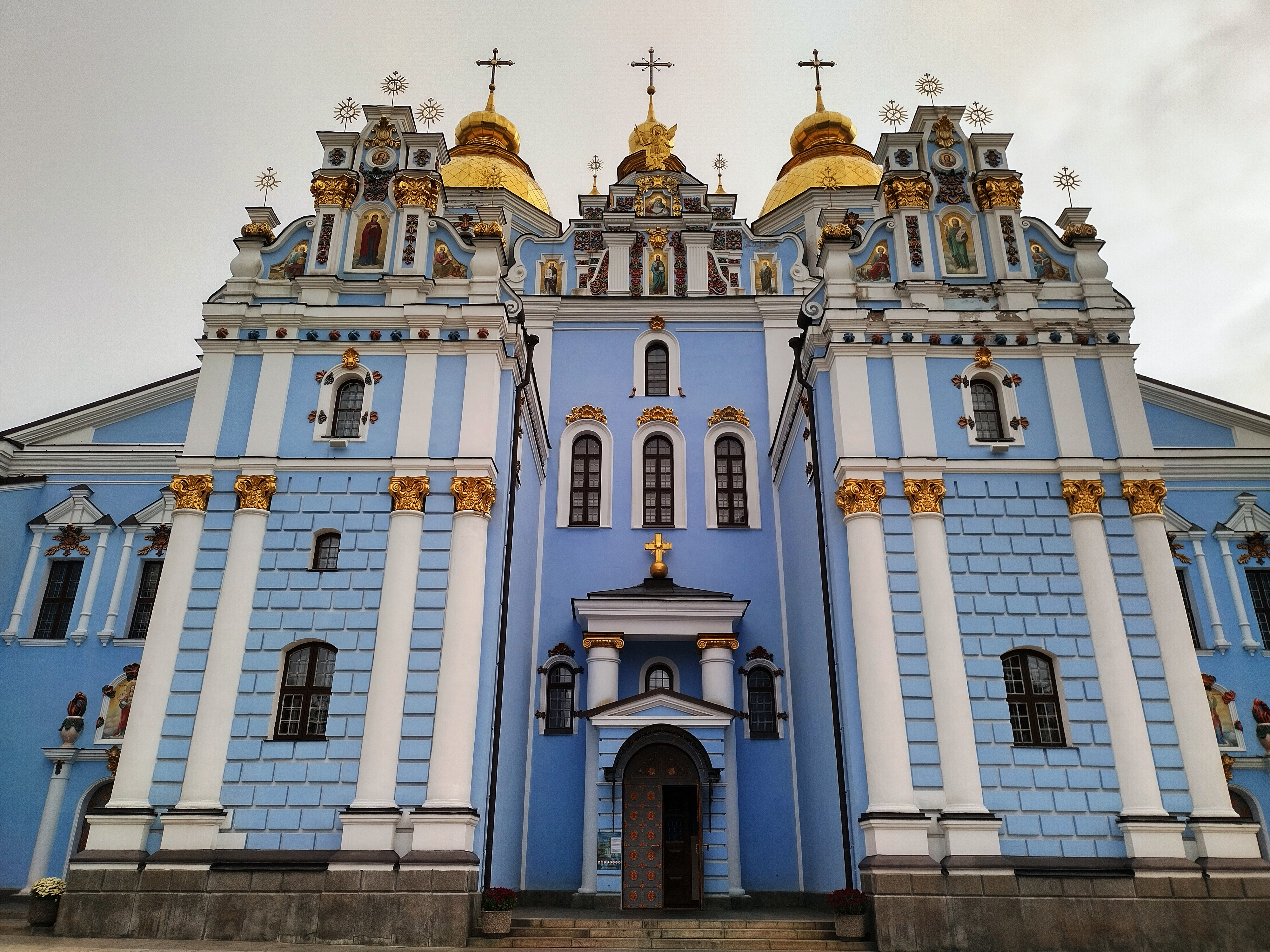
Головний вхід в Михайлівський Золотоверхий собор
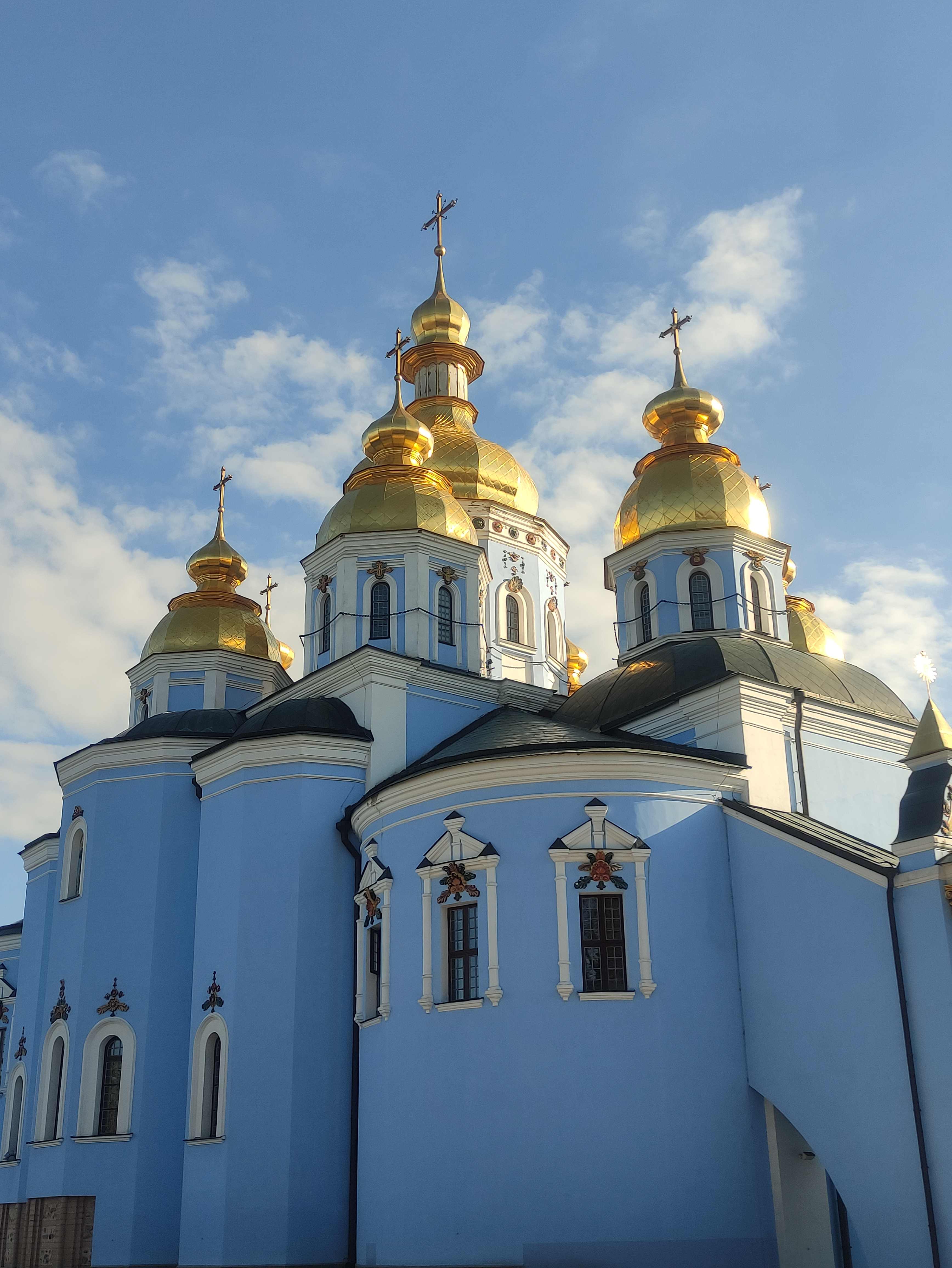
Світлина 2024 року

#### Рештки мистецького оздоблення

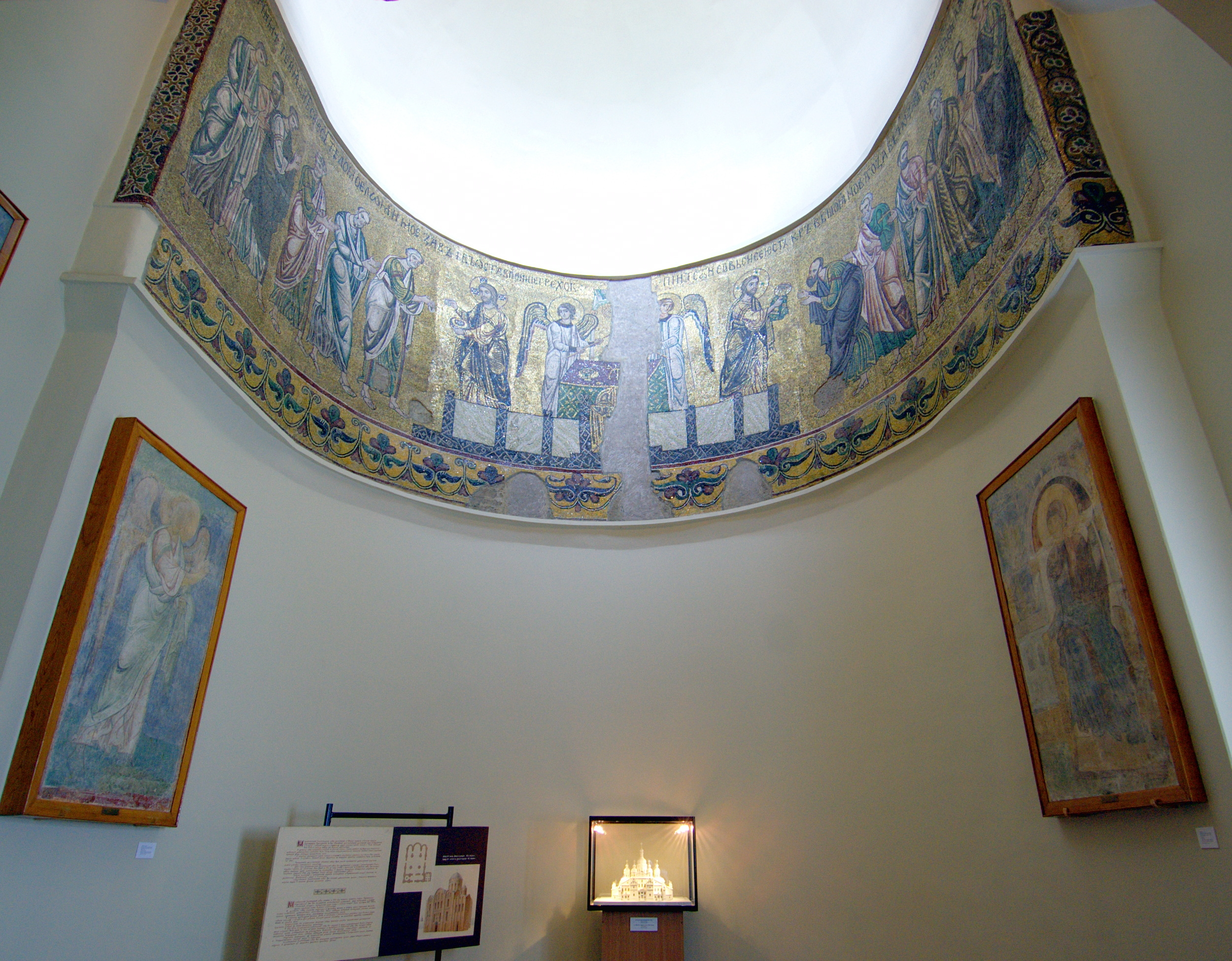
Вгорі: мозаїка Євхаристія з київського Михайлівського золотоверхого собору  XII століття. Фрагменти розписів: Благовіщення. Архангел Гавриїл (ліворуч) і Діва Марія (праворуч)
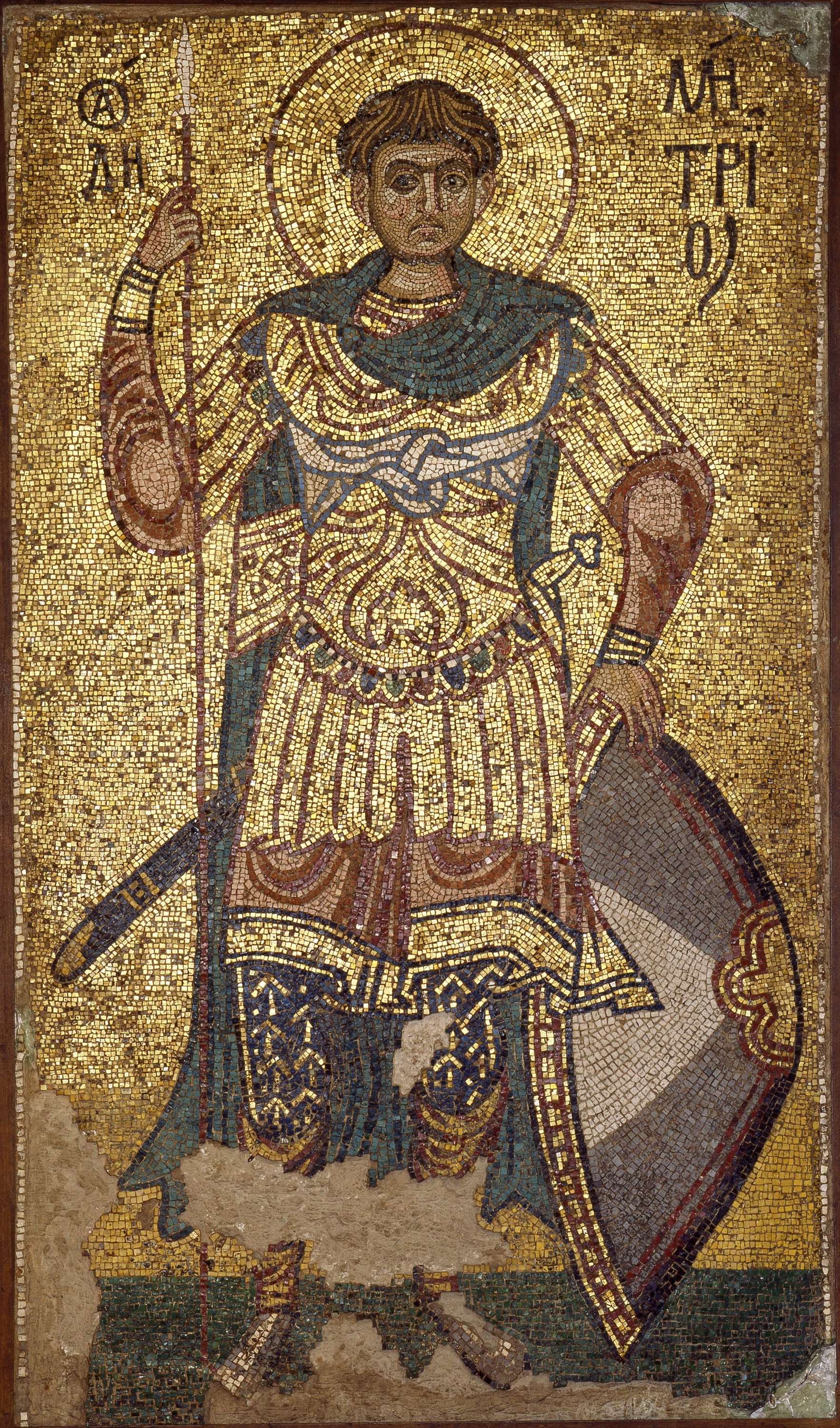
Святий Дмитрій Солунський. Мозаїка XII століття
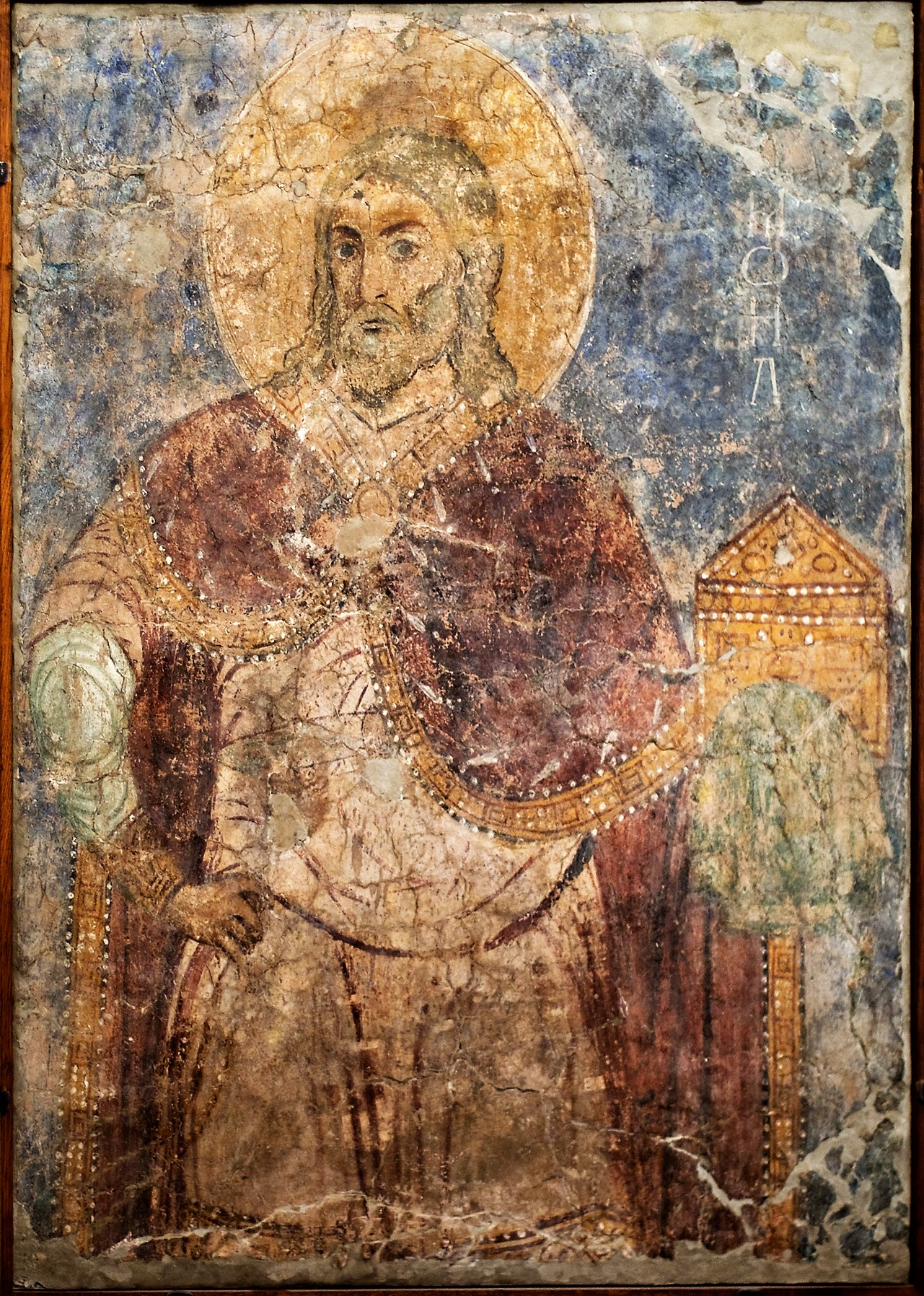
Пророк Самуїл. Фрагмент розпису XII століття, Державний Російський музей
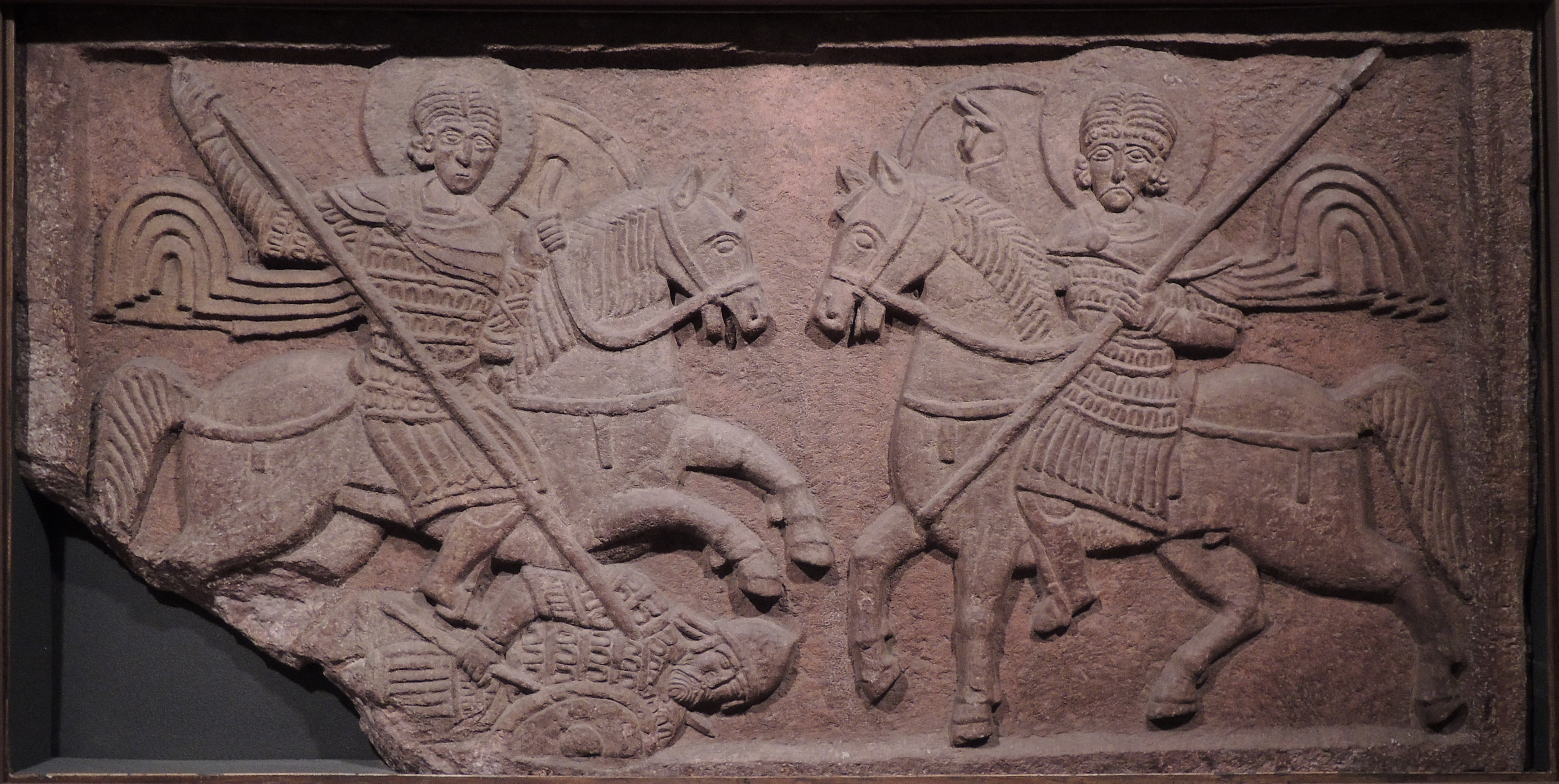
Рельєф із зображенням Нестора і Дмитра (близько 1062 р.)

### Михайлівський Золотоверхий у нумізматиці та філателістиці

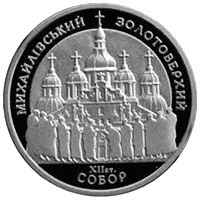
Пам'ятна монета НБУ присвячена відродженню Михайлівського Золотоверхого собору
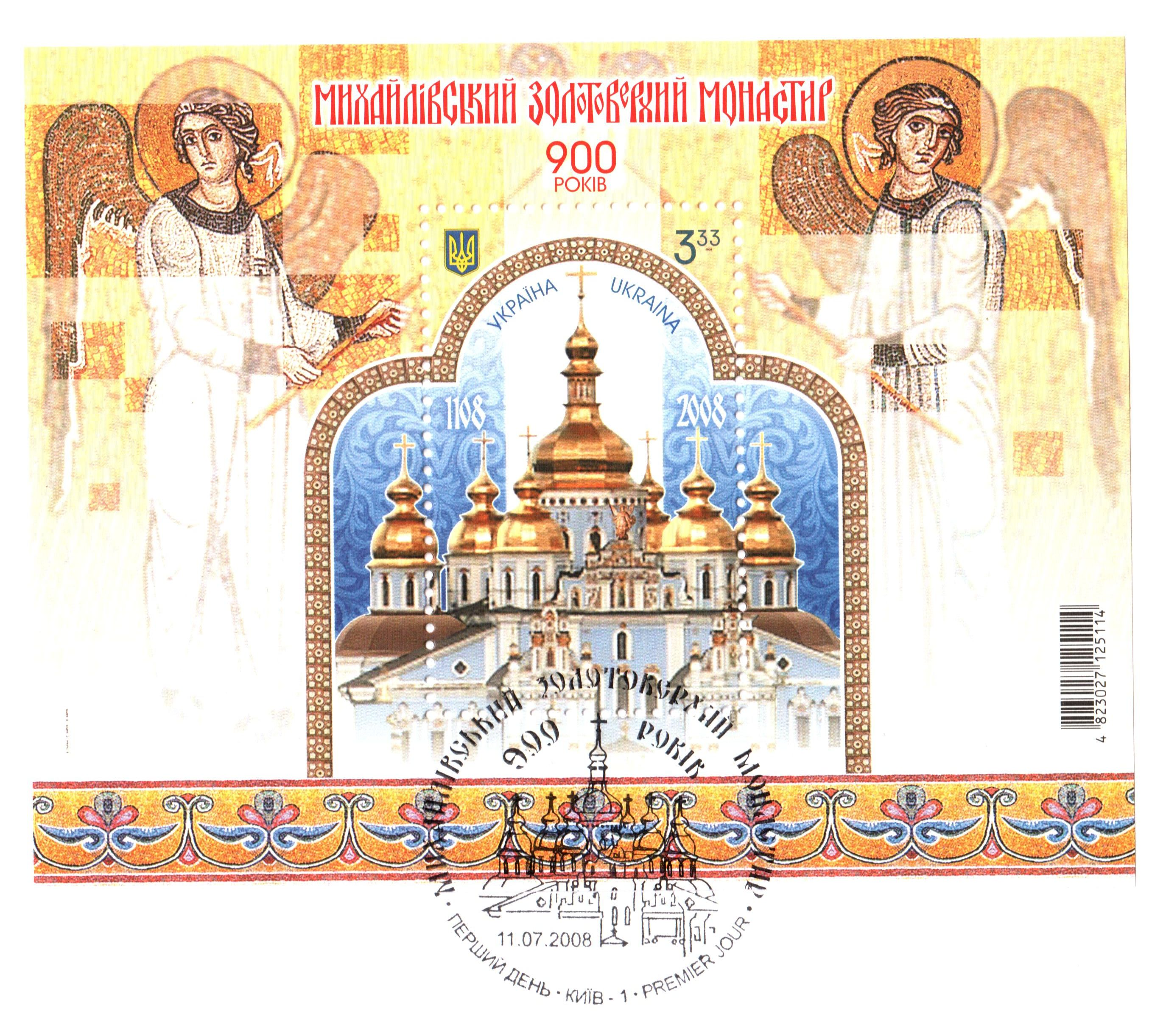
Поштовий блок України «Михайлівський золотоверхий монастир. 900 років»
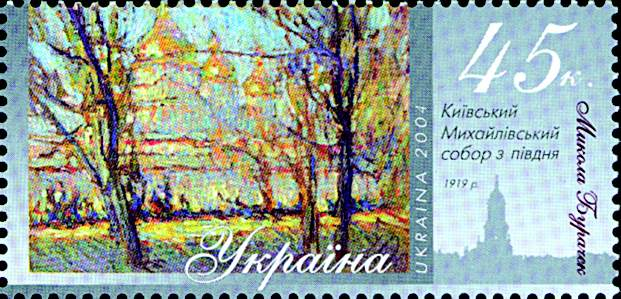
Поштова марка (2004 рік)
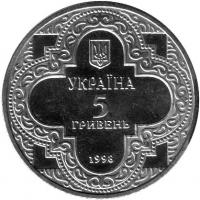
Монета «Михайлівський Золотоверхий собор»
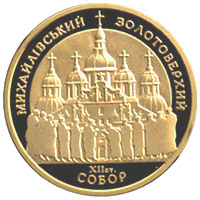
Золота монета «Михайлівський Золотоверхий собор»
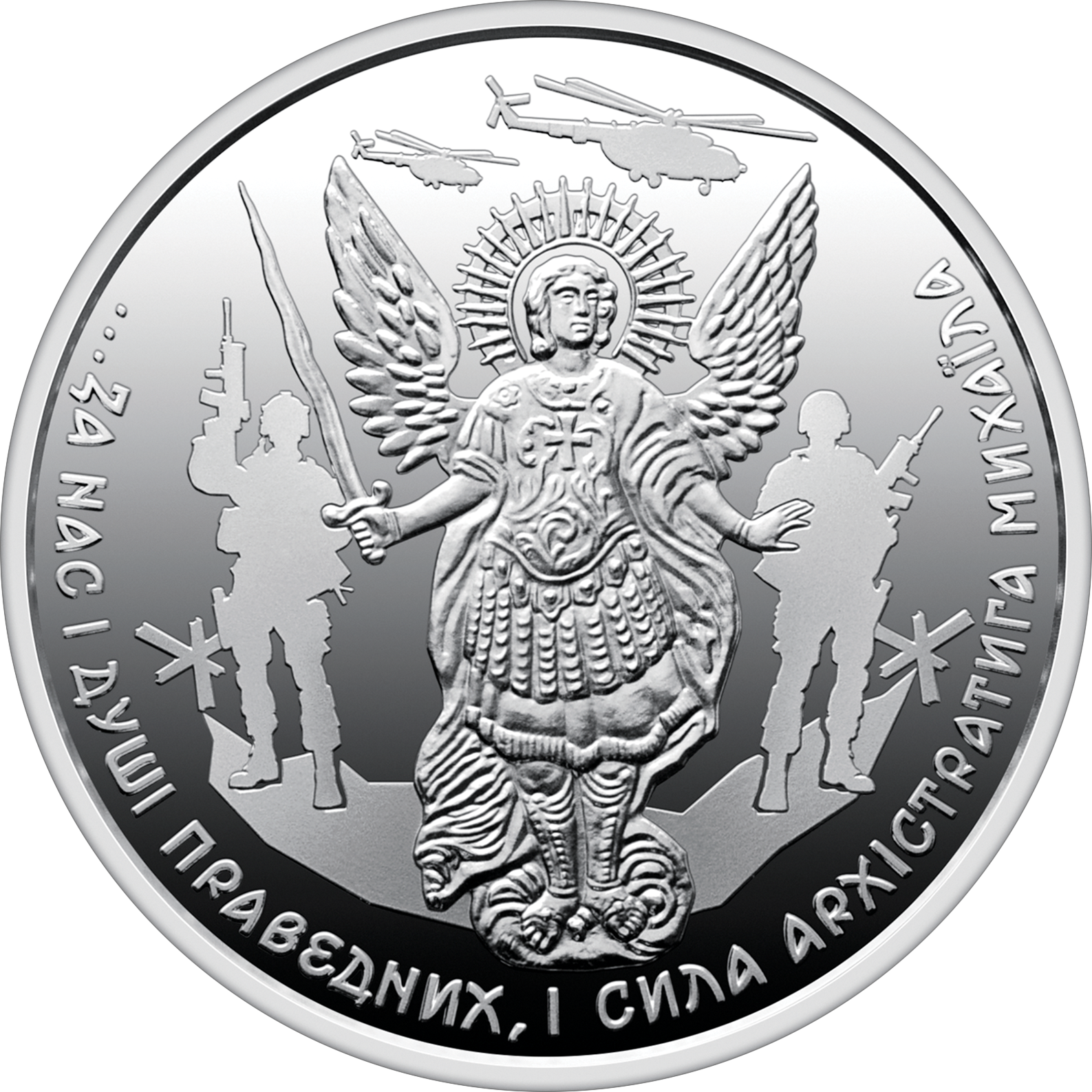
Архістратиг Михаїл на срібній монеті 2024 року (горельєф Золотоверхого монастиря)